# Mladá Boleslav
Mladá Boleslav (německy: Jungbunzlau) je statutární město v okrese Mladá Boleslav ve Středočeském kraji. Leží na levém břehu středního toku Jizery, na soutoku s říčkou Klenicí zhruba 50 km severovýchodně od Prahy, s níž je spojena dálnicí D10. Žije zde přibližně 47 tisíc obyvatel a je stavebně srostlá se sousedním malým městem Kosmonosy. Ve městě sídlí automobilka Škoda Auto. Počtem obyvatel je tak po Kladně druhým největším městem Středočeského kraje.

## Dějiny

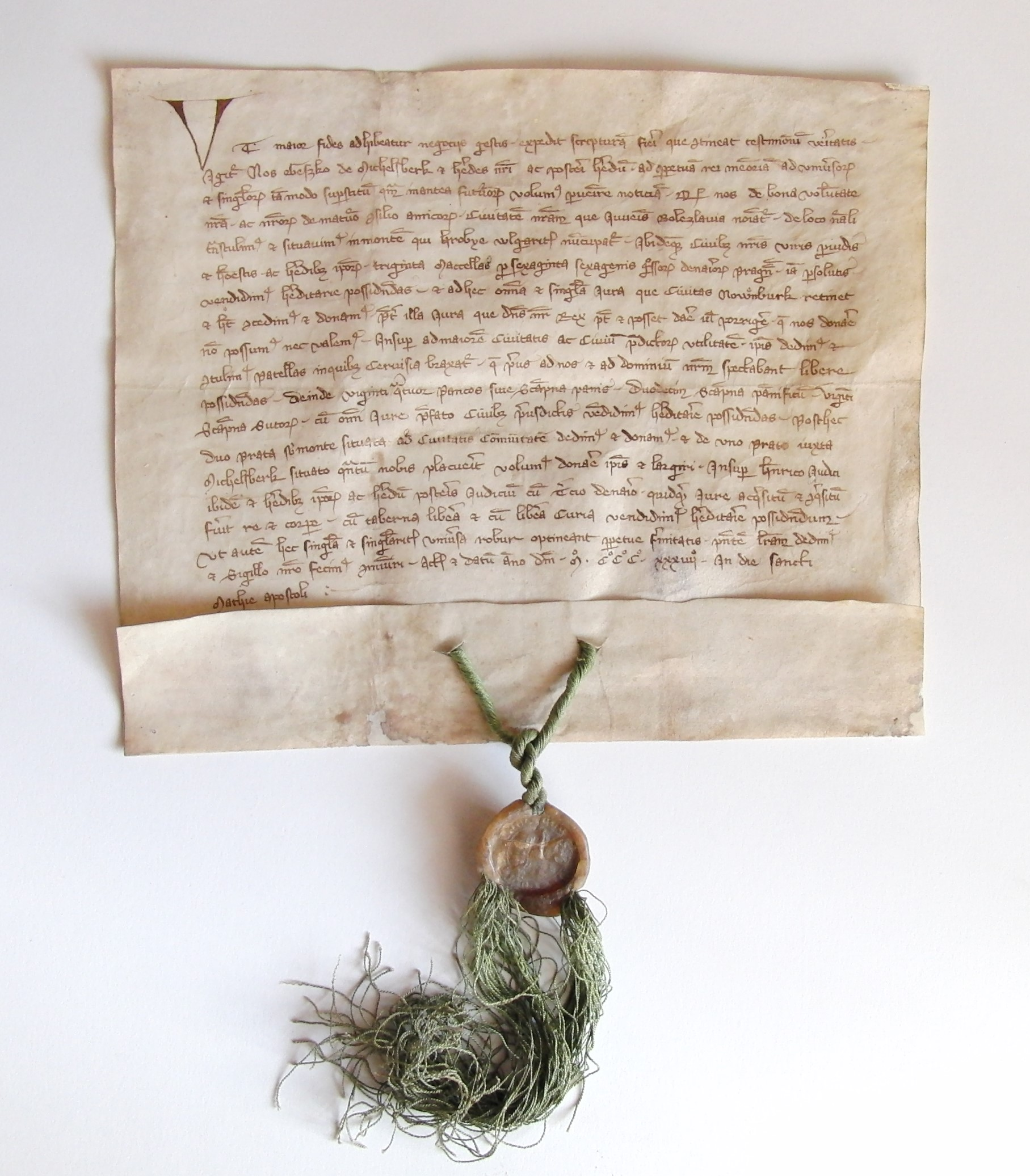
Zakládací listina města z roku 1334 (SOkA Mladá Boleslav)

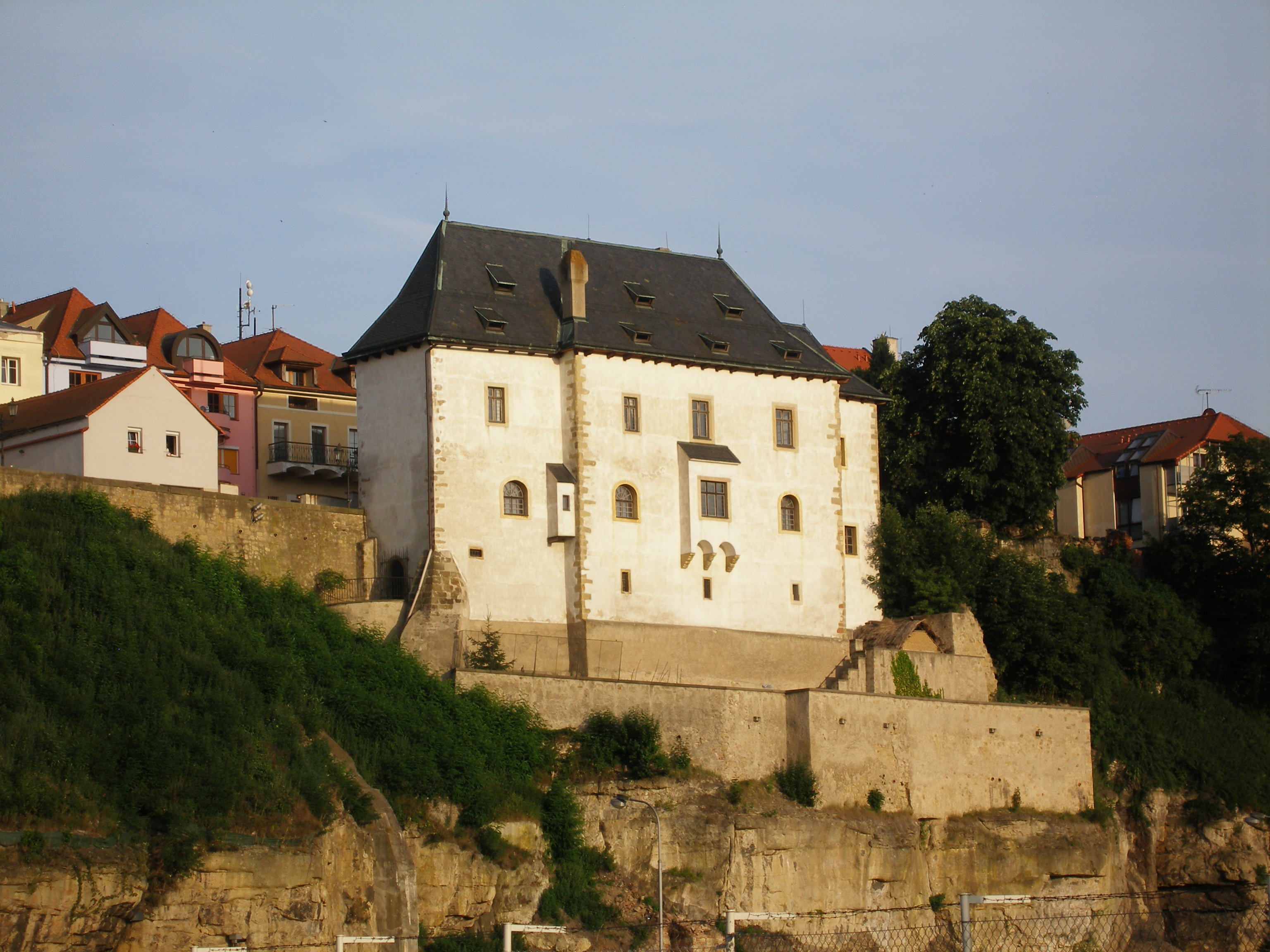
Palác Templ hejtmana J. Císaře (1493)

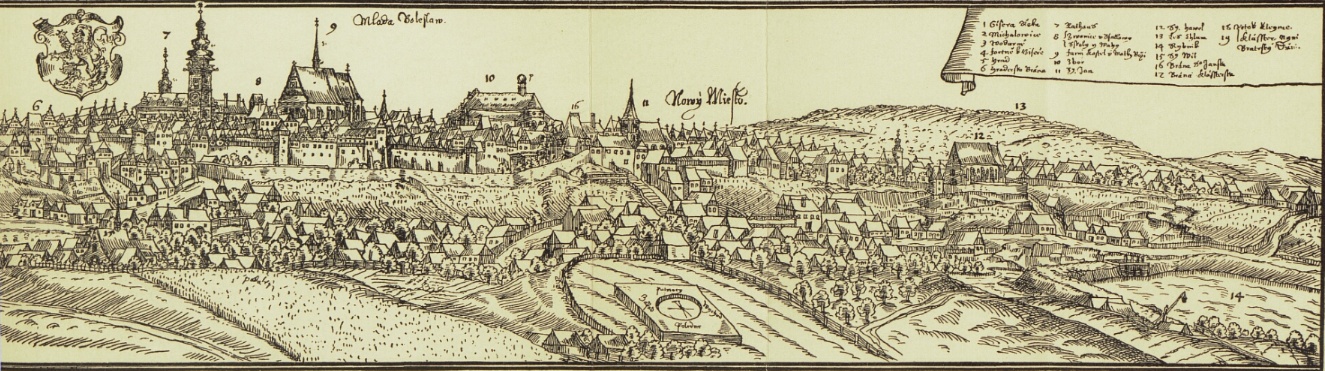
Mladá Boleslav na vedutě Jana Willenberga z roku 1602

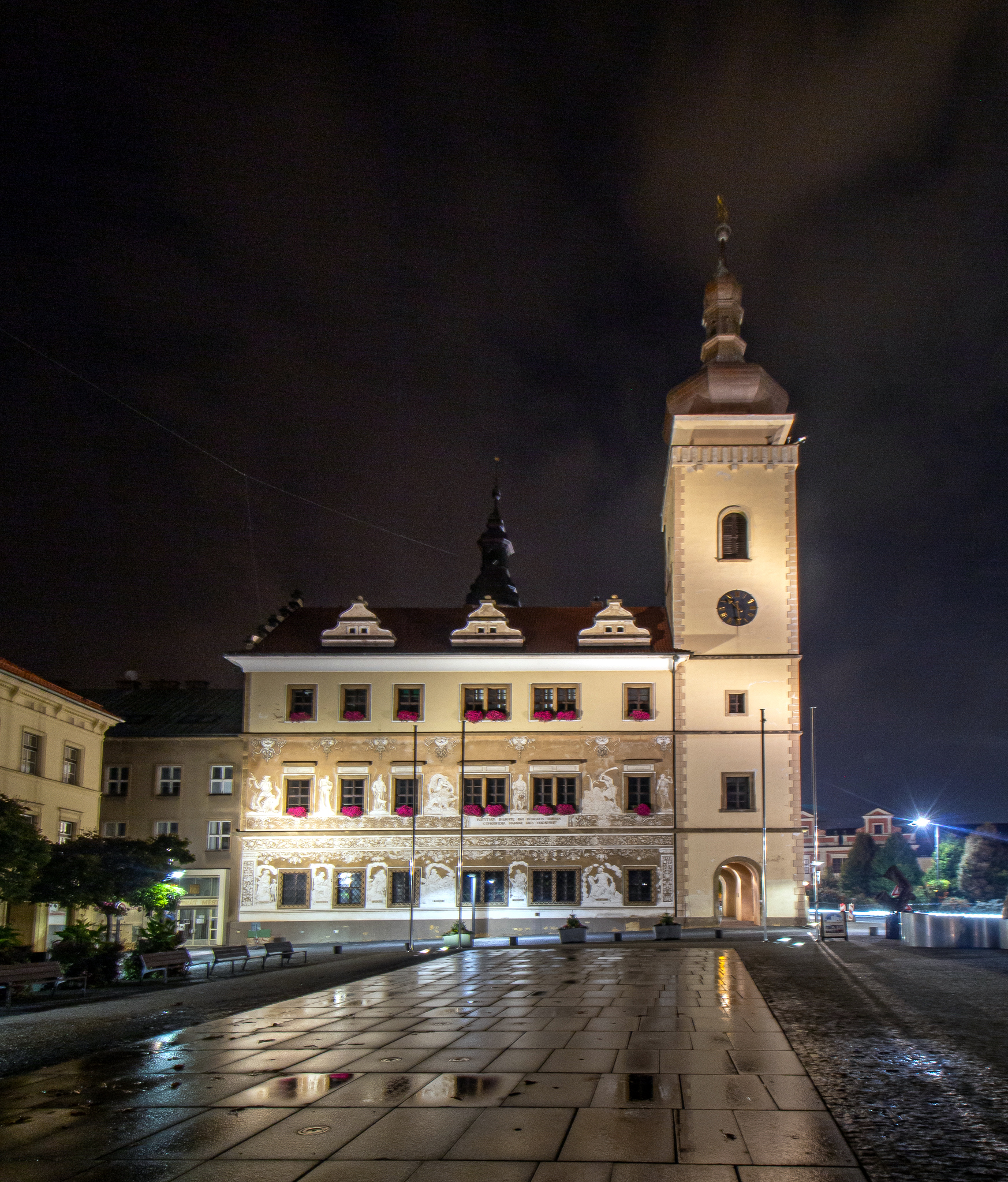
Stará radnice

### Založení

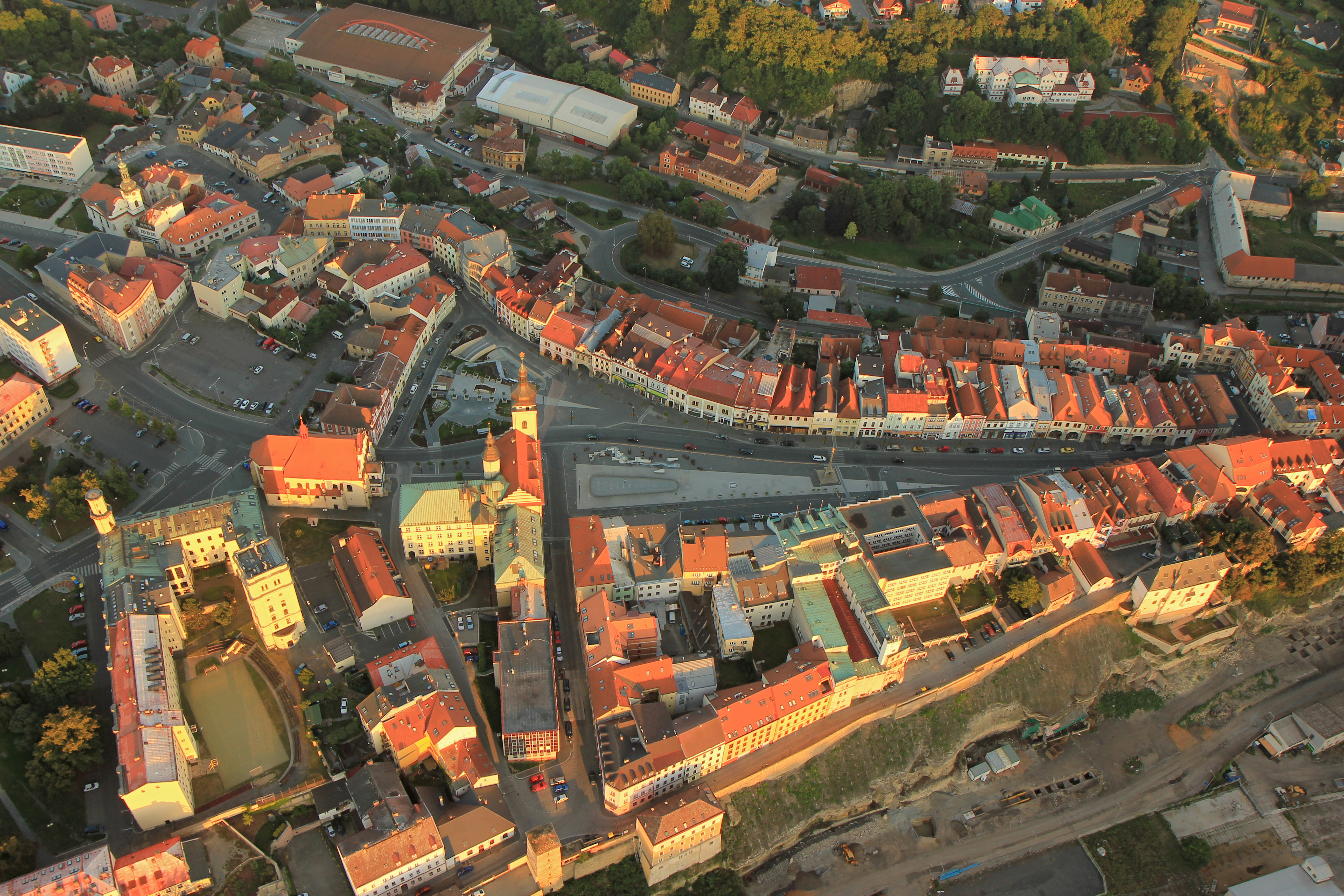
Náměstí a okolí z letadla

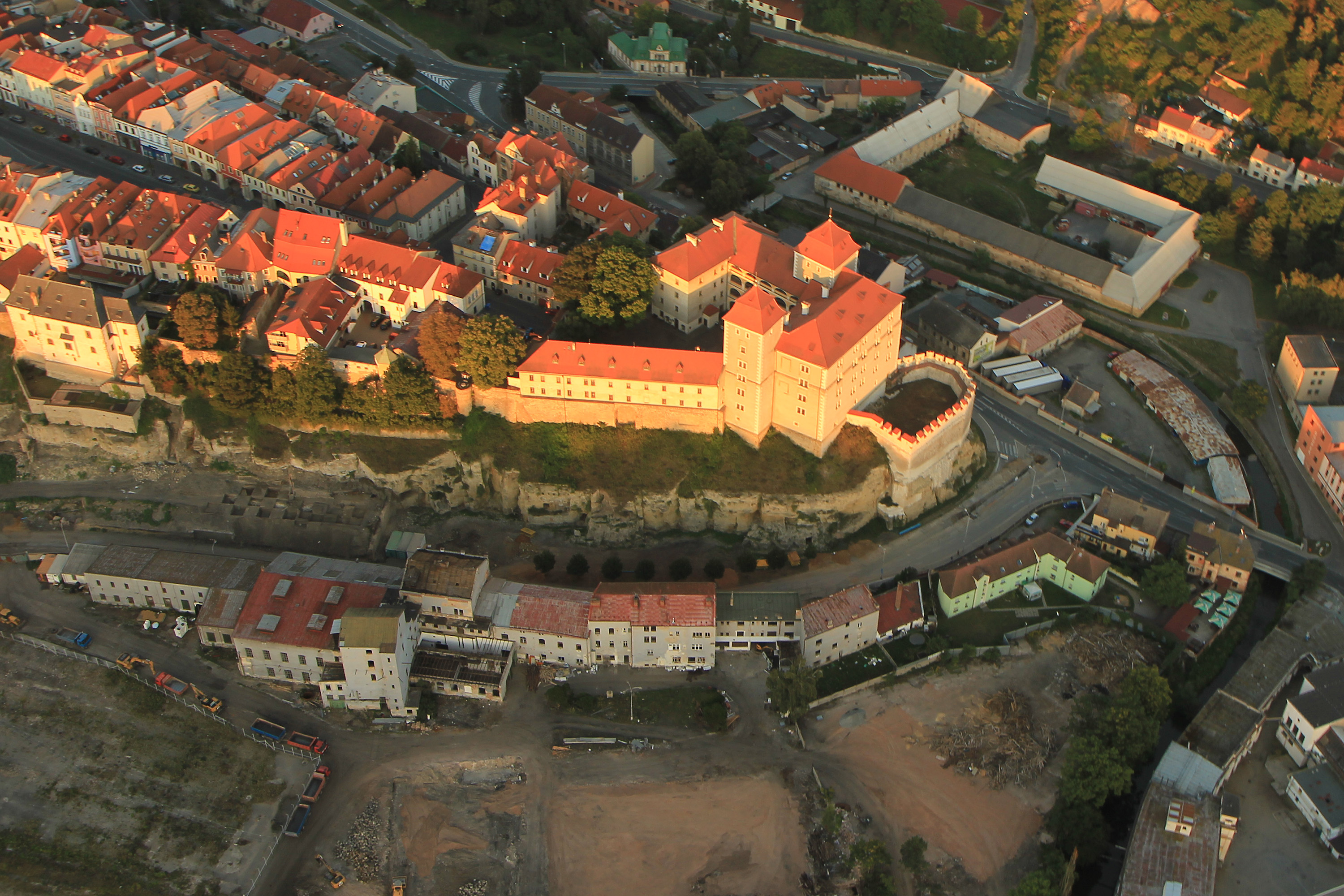
Hrad z letadla, u levého okraje Templ

Na místě města stálo už v mladší době bronzové hradiště lidu lužické kultury, z jehož opevnění byl doložen příkop v prostoru Staroměstského náměstí. Na přelomu desátého a jedenáctého století bylo na stejném místě postaveno přemyslovské hradiště, které se stalo jedním z hlavních center hradské soustavy. Jeho pravděpodobným zakladatelem byl kníže Boleslav II. Hlavní záměr byl pravděpodobně vybudování správního střediska nově získaných území. V této době začala pod hradem na břehu Jizery vznikat osada. V polovině 13. století v závěru ostrožny vznikl vrcholně středověký královský hrad, ale zbytek hradiště a podhradí bylo zpustošeno.

### Vláda Michaloviců
Po vymření královské větve Přemyslovců po meči v roce 1306 přešlo město do majetku Michaloviců. 24. října 1334 vydal Ješek z Michalovic listinu, v níž dal Mladou Boleslav přenést do sousedství hradu a vybavil ji mnoha městskými právy. Během 14. století se většina objektů (převážně dřevěných) soustředila kolem trojúhelníkového rynku. Během husitských válek bylo město opakovaně pustošeno, zničeny byly všechny kláštery.

### Krajířové z Krajku
V roce 1468 se město dostalo do držení Tovačovských z Cimburka. Jan Tovačovský ihned potvrdil všechna dřívější práva, která Mladá Boleslav měla. Když se oženil s Johankou Krajířovou z Krajku, oddanou příznivkyní Jednoty bratrské, přiklonil se k této víře. Po vymření Tovačovských v roce 1502 přešlo město do držení Krajířů z Krajku. Koncem 15. století získali čeští bratři zpustlý minoritský klášter, kde zřídili svou modlitebnu. V roce 1518 zde založil Mikuláš Klaudyán tiskárnu. Díky významné podpoře Krajířů z Krajku se z Mladé Boleslavi stalo centrum Jednoty bratrské a začalo se mu přezdívat bratrský Řím. V roce 1554 byl otevřen velký sbor, postavený Matteem Borgorellim. Dílem tohoto italského architekta je i honosná renesanční radnice postavená v letech 1554–1559. Podílel se i na přestavbě hradu. Ze 16. století pochází i kališnický kostel (dnešní kostel Nanebevzetí Panny Marie), dokončený v roce 1566. V 16. století město procházelo i hospodářským vzestupem – v roce 1528 bylo město rozšířeno o předměstí, nazývané Nové město, koupilo okolní majetek, byly založeny vinice a šafranice, postaven byl vodovod.

### Třicetiletá válka a rozvoj průmyslu
Dne 3. července 1600 císař Rudolf II. povýšil Mladou Boleslav na královské město. Záhy však nastal pro Mladou Boleslav úpadek. Důvodem byla třicetiletá válka, během níž se městem proháněla vojska, která ve velkém pustošila mladoboleslavskou zástavbu. Nejhůře dopadla předměstí, která nebyla chráněna hradbami, v roce 1648 však byl pobořen i mladoboleslavský hrad.
Rozkvět byl znovu nastartován s rozvojem průmyslu. V 18. a zejména 19. století vznikalo v Mladé Boleslavi mnoho továren, z nichž většina se soustředila na březích řeky Jizery. Mezi vzniklými továrnami byl například lihovar, pivovar, textilní továrna nebo cukrovar. Významným milníkem bylo pro město také přivedení železnice, první železniční trať do Mladé Boleslavi dorazila v roce 1865. Na počátku 20. století rychle vznikaly nové čtvrtě a město se výrazně rozšiřovalo za hranice své původní zástavby, která na severu končila přibližně (dnešní) Jaselskou a Dukelskou ulicí. Roku 1895 byla založena továrna na jízdní kola „Slavia“, z níž se zanedlouho stala továrna na motocykly a poté roku 1905 automobilka Laurin & Klement, dnešní Škoda Auto. Později vznikla např. i továrna na akumulátory Pražská akumulátorka. Urbanistickou koncepci moderního průmyslového města vytvořil svým regulačním plánem architekt František Janda.

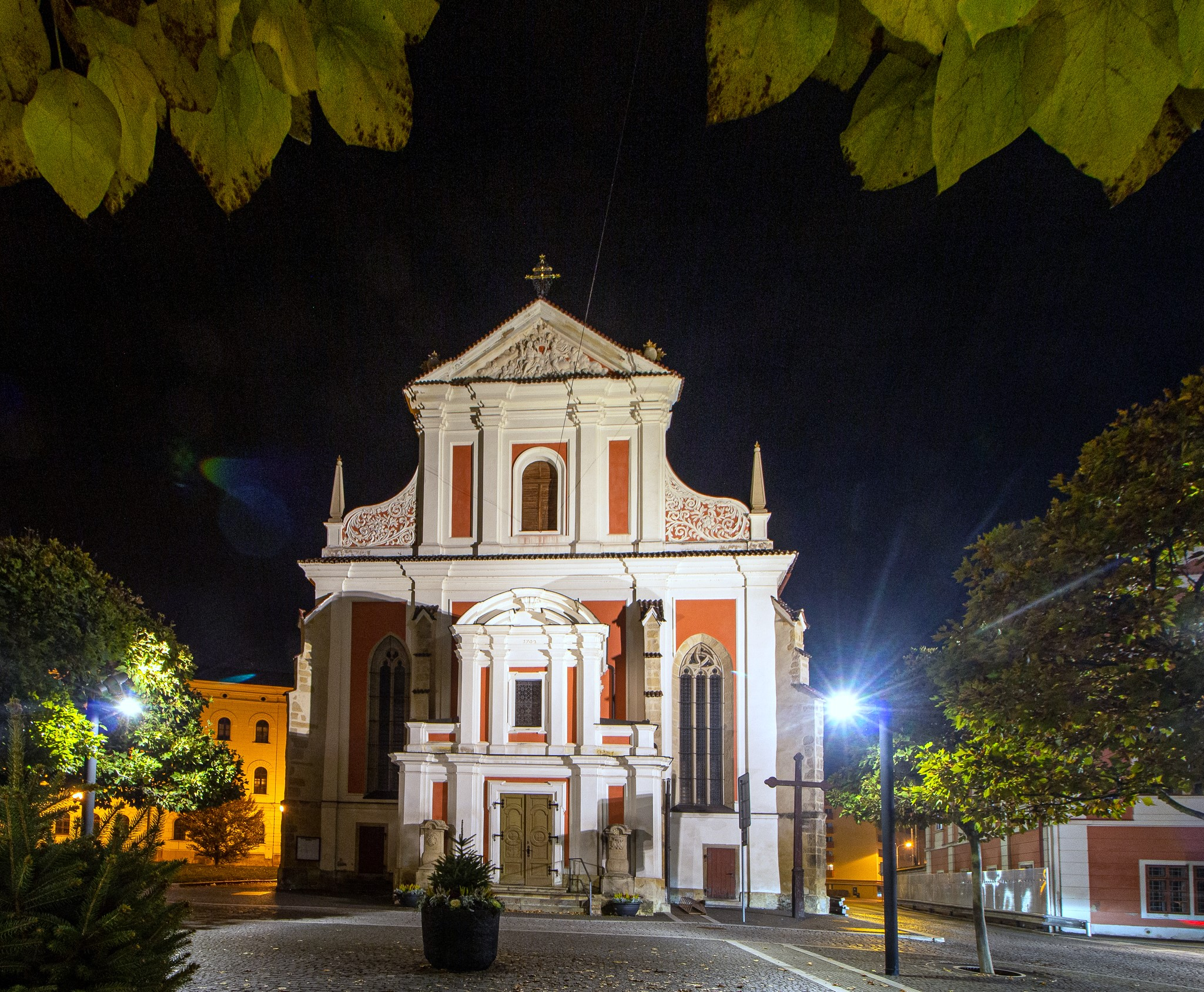
Kostel Nanebevzetí Panny Marie

Po vzniku Československa se město mělo stát sídlem mladoboleslavské župy, ale k realizaci župního zřízení nakonec nedošlo. V roce 1927 se ve městě konala Hraničářská výstava českého severu. Předsednictví měl inspektor českých škol Josef Maštálko z České Lípy, kde se konala v roce 1926 první porada přípravného výboru. Výstava byla podnětem k založení řady spolků v severních Čechách. V té době již fungovalo v Mladé Boleslavi městské muzeum i městské divadlo.
V Mladé Boleslavi sídlil také okresní úřad, krajský a okresní soud, velitelství četnictva, celní úřad, berní správa, obchodní grémium, okresní jednota živnostenských společenstev a řada dalších institucí. Mělo zde posádku československé vojsko a fungovala zde okresní nemocnice. K roku 1932, kdy měla Mladá Boleslav 19 604 obyvatel, zde působilo šest vyšších škol (vyšší státní gymnasium, vyšší státní reálka, průmyslová škola, obchodní škola, hospodyňská škola, rolnická škola), osm peněžních ústavů (Banka pro obchod a průmysl, Česká průmyslová banka, Národní banka, Živnostenská banka, Dělnická záložna, Okresní hospodářská záložna, Spořitelna, Živnostenská záložna), dva biografy (Legie, Svět) a sedm hotelů (Grandhotel Věnec, Bauer, Bičík, Moravec, Vysoký, Beránek, U černého orla).

### Další vývoj
Dne 9. května 1945 kolem 10. hodiny byl letouny Rudé armády uskutečněn nálet na Mladou Boleslav. Stalo se tak již několik hodin po oficiálním konci druhé světové války, když městem ustupovala vojska wehrmachtu ve snaze dostat se do amerického zajetí namísto sovětského. Při náletu zahynulo zhruba 150 Čechů a více než 300 příslušníků německých ozbrojených sil. Poničena byla značná část mladoboleslavské automobilky. Komunistická propaganda útok připisovala německému letectvu.
Roku 1950 byla k obci Mladá Boleslav připojena obec Bezděčín. V 60. letech došlo k zásadní přestavbě města. Byla zdemolována značná část staré zástavby, která byla nahrazena panelovými domy. Přebudováno bylo například dnešní náměstí Míru, náměstí Republiky a třída T. G. Masaryka. Zástavba se navíc rozšiřovala i východním (sídliště Rozvoj) a severním (Severní sídliště) směrem. Od 1. ledna 2003 je Mladá Boleslav statutárním městem.

### Územněsprávní začlenění

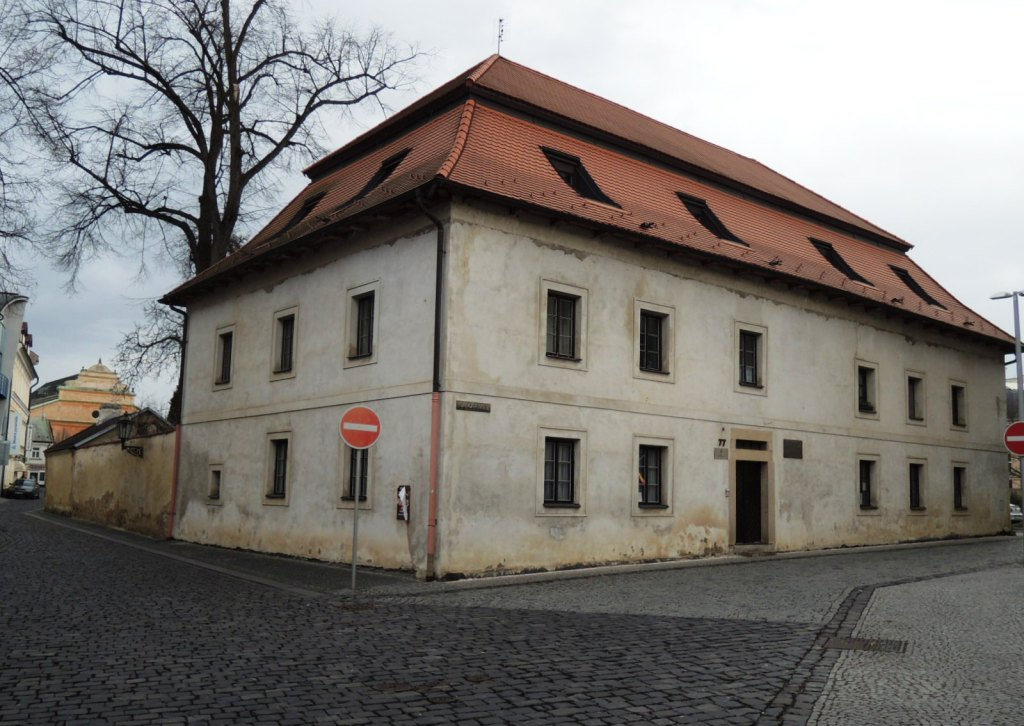
Bratrská tiskárna na Karmeli

Dějiny územněsprávního začleňování zahrnují období od roku 1850 do současnosti. V chronologickém přehledu je uvedena územně administrativní příslušnost obce v roce, kdy ke změně došlo:
- 1850 země česká, kraj Jičín, politický i soudní okres Mladá Boleslav[15]
- 1855 země česká, kraj Mladá Boleslav, soudní okres Mladá Boleslav[15]
- 1868 země česká, politický i soudní okres Mladá Boleslav[15]
- 1939 země česká, Oberlandrat Jičín, politický i soudní okres Mladá Boleslav[16]
- 1942 země česká, Oberlandrat Praha, politický i soudní okres Mladá Boleslav[17]
- 1945 země česká, správní i soudní okres Mladá Boleslav[18]
- 1949 Pražský kraj, okres Mladá Boleslav[19]
- 1960 Středočeský kraj, okres Mladá Boleslav[20]

## Členění města a správní území

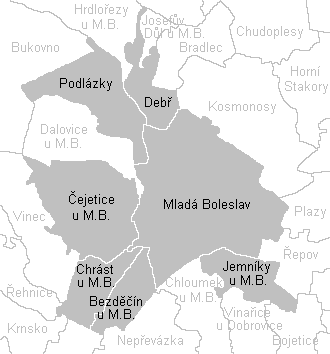
Katastrální území Mladé Boleslavi

Mladá Boleslav se skládá ze 13 místních částí rozkládajících se na sedmi katastrálních územích:
- k. ú. Mladá Boleslav – části Mladá Boleslav I (Staré Město), Mladá Boleslav II (Nové Město), Mladá Boleslav III (Podolec), Mladá Boleslav IV (Pták) a Podchlumí
- k. ú. Bezděčín u Mladé Boleslavi – část Bezděčín
- k. ú. Čejetice u Mladé Boleslavi – části Čejetice, Čejetičky
- k. ú. Debř – část Debř
- k. ú. Chrást u Mladé Boleslavi – část Chrást
- k. ú. Jemníky u Mladé Boleslavi – část Jemníky
- k. ú. Podlázky – části Michalovice, Podlázky

Dříve bylo součástí Mladé Boleslavi také dnešní město Kosmonosy (1974–1990), včetně své části Horní Stakory (1986–1994), a obce Bradlec (1980–1990), Josefův Důl (1980–1992), Dalovice (1980–1990) a Vinec (1980–1990).
Mladá Boleslav byla dříve okresním městem, v současnosti je obcí s rozšířenou působností a pověřeným obecním úřadem. Okres Mladá Boleslav ale stále existuje a skládá se ze 120 obcí, správní obvod obce s rozšířenou působností z 98 obcí. Působí zde také stále okresní soud a okresní státní zastupitelství.

## Obyvatelstvo
Samotná Mladá Boleslav má přes 44 tisíc obyvatel (spolu se stavebně srostlými Kosmonosy a dalšími obcemi, které byly dříve součástí města, jde přes 50 tisíc obyvatel), kromě toho do města také dojíždí přes 10 tisíc lidí za studiem i za prací. Zejména v místní automobilce Škoda Auto, kde pracuje také značné množství cizinců, například Poláků, Ukrajinců, Bulharů, Srbů, Mongolů nebo Slováků. Celá mladoboleslavská aglomerace má však přes 100 tisíc obyvatel.
Podle sčítání 1921 zde žilo v 1 139 domech 17 237 obyvatel, z nichž bylo 8 365 žen. 16 686 obyvatel se hlásilo k československé národnosti, 145 k německé a 14 k židovské. Žilo zde 11 013 římských katolíků, 739 evangelíků, 805 příslušníků Církve československé husitské a 312 židů. Podle sčítání 1930 zde žilo v 1 794 domech 19 630 obyvatel. 18 875 obyvatel se hlásilo k československé národnosti a 251 k německé. Žilo zde 11 789 římských katolíků, 1 299 evangelíků, 1425 příslušníků Církve československé husitské a 264 židů.
| Rok            | 1869   | 1880   | 1890   | 1900   | 1910   | 1921   | 1930   | 1950   | 1961   | 1970   | 1980   | 1991   | 2001   | 2011   | 2021   |
| -------------- | ------ | ------ | ------ | ------ | ------ | ------ | ------ | ------ | ------ | ------ | ------ | ------ | ------ | ------ | ------ |
| Počet obyvatel | 11 003 | 12 249 | 14 452 | 17 017 | 20 640 | 21 425 | 24 488 | 23 204 | 26 021 | 31 085 | 41 226 | 43 859 | 44 255 | 44 303 | 42 506 |
| Počet domů     | 812    | 890    | 958    | 1 160  | 1 449  | 1 646  | 2 511  | 3 071  | 3 142  | 3 183  | 3 340  | 3 714  | 3 846  | 4 209  | 4 600  |

| Rok            | 1869  | 1880  | 1890   | 1900   | 1910   | 1921   | 1930   | 1950   | 1961   | 1970   | 1980   | 1991   | 2001   | 2011   |
| -------------- | ----- | ----- | ------ | ------ | ------ | ------ | ------ | ------ | ------ | ------ | ------ | ------ | ------ | ------ |
| Počet obyvatel | 8 777 | 9 749 | 11 600 | 13 589 | 16 486 | 17 370 | 19 264 | 19 111 | 22 011 | 26 113 | 37 831 | 40 688 | 40 593 | 39 705 |
| Počet domů     | 564   | 611   | 648    | 778    | 982    | 1 151  | 1 701  | 2 184  | 3 014  | 2 216  | 2 379  | 2 592  | 2 625  | 2 780  |

Věková struktura obyvatel obce Mladá Boleslav roku 2011
Rodinný stav obyvatel obce Mladá Boleslav roku 2011
Vzdělání obyvatel obce Mladá Boleslav roku 2011

## Doprava

### Silniční doprava
Okolo města především vede dálnice D10 Praha – Mladá Boleslav – Turnov s exity 40, 44 a 46. Ze silnic první třídy městem prochází silnice silnice I/16 Slaný – Mělník – Mladá Boleslav – Jičín a silnice I/38 Kolín – Nymburk – Mladá Boleslav – Doksy – Jestřebí. Dále tudy vede silnice II/259 Mladá Boleslav – Mšeno – Dubá a silnice II/610 Praha – Mladá Boleslav – Bakov nad Jizerou – Mnichovo Hradiště – Turnov.

### Železniční doprava

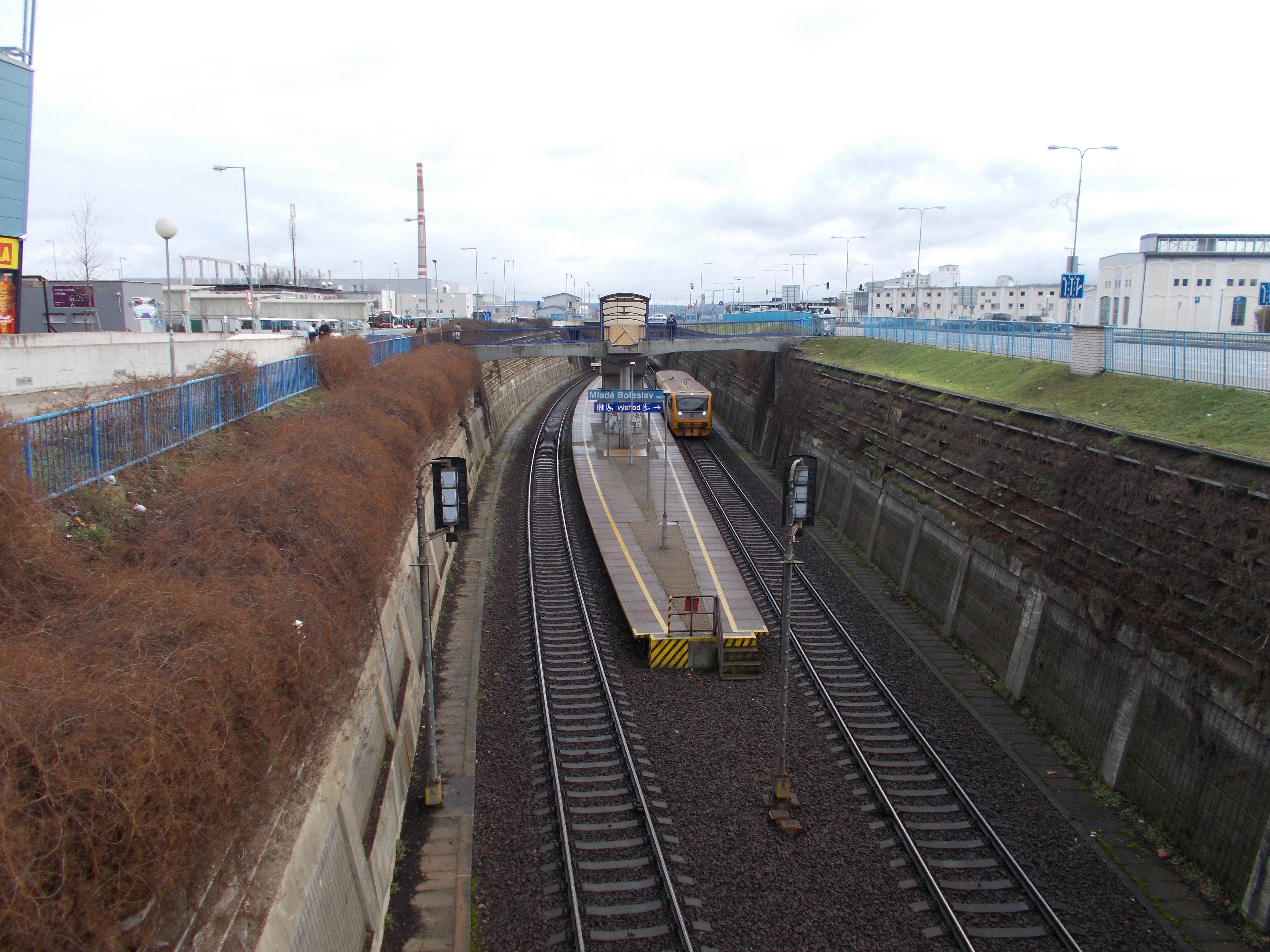
Železniční stanice Mladá Boleslav město

Mladá Boleslav je železniční křižovatkou tratí : Praha–Turnov, Nymburk – Mladá Boleslav, Mladá Boleslav – Stará Paka  a Mělník – Mladá Boleslav. Po trati Praha–Turnov vede linka S3 a R3 (Praha-Vršovice – Mladá Boleslav) v rámci pražského systému Esko.
Ve městě se nacházejí tři železniční stanice. První je hlavní nádraží, na němž se stýkají všechny tratě procházející Mladou Boleslaví, ovšem je velmi vzdáleno od centra města. V centru města se nachází stanice Mladá Boleslav město (trať Mladá Boleslav – Stará Paka). Toto dříve poměrně velké nádraží bylo po zahloubení trati 064 zredukováno na dvě koleje. Na území města se nachází ještě stanice Mladá Boleslav – Debř, která leží v příměstské části Debř na trati Praha–Turnov.
Železniční trať Praha–Turnov je jednokolejná celostátní trať, doprava byla zahájena roku 1865. Po trati Praha–Turnov jezdí osobní vlaky i rychlíky, přepravní zatížení mezi Všetaty a Mladou Boleslaví v pracovních dnech roku 2011 bylo obousměrně 5 rychlíků, 1 spěšný a 12 osobních vlaků, mezi Mladou Boleslaví a Bakovem nad Jizerou 10 rychlíků, 1 spěšný a 13 osobních vlaků.
Železniční trať Nymburk – Mladá Boleslav je jednokolejná celostátní trať, doprava byla na trati zahájena roku 1870. Přepravní zatížení činilo obousměrně 5 rychlíků a 10 osobních vlaků.
Železniční trať Mladá Boleslav – Dolní Bousov – Stará Paka  je jednokolejná regionální trať, doprava byla na trati zahájena roku 1905. Přepravní zatížení úseku mezi Mladou Boleslaví a Dolním Bousovem činilo v pracovních dnech roku 2011 obousměrně 14 osobních vlaků.
Železniční trať Mělník – Mšeno – Mladá Boleslav je jednokolejná regionální trať, doprava byla na trati z Mladé Boleslavi do Skalska zahájena roku 1905. Přepravní zatížení úseku mezi Mšenem a Mladou Boleslaví v roce 2011 činilo obousměrně 7 osobních vlaků.

### Autobusová doprava
V rámci města je provozována městská hromadná doprava. Autobusové nádraží se nachází vedle vlakové stanice Mladá Boleslav město. Ve městě zastavovaly v květnu 2011 meziměstské a dálkové autobusové linky jedoucí do těchto cílů: Bardejov, Bratislava, Brno, Česká Lípa, Harrachov, Hořice, Hradec Králové, Chrudim, Jablonec nad Nisou, Jičín, Jilemnice, Kolín, Košice, Kladno, Liberec, Lvov, Mělník, Michalovce, Nitra, Olomouc, Ostrava, Pardubice, Polička, Poprad, Praha, Prešov, Prostějov, Roudnice nad Labem, Svitavy, Turnov, Trutnov, Ústí nad Labem, Vrchlabí, Žilina.

## Vzdělávací zařízení

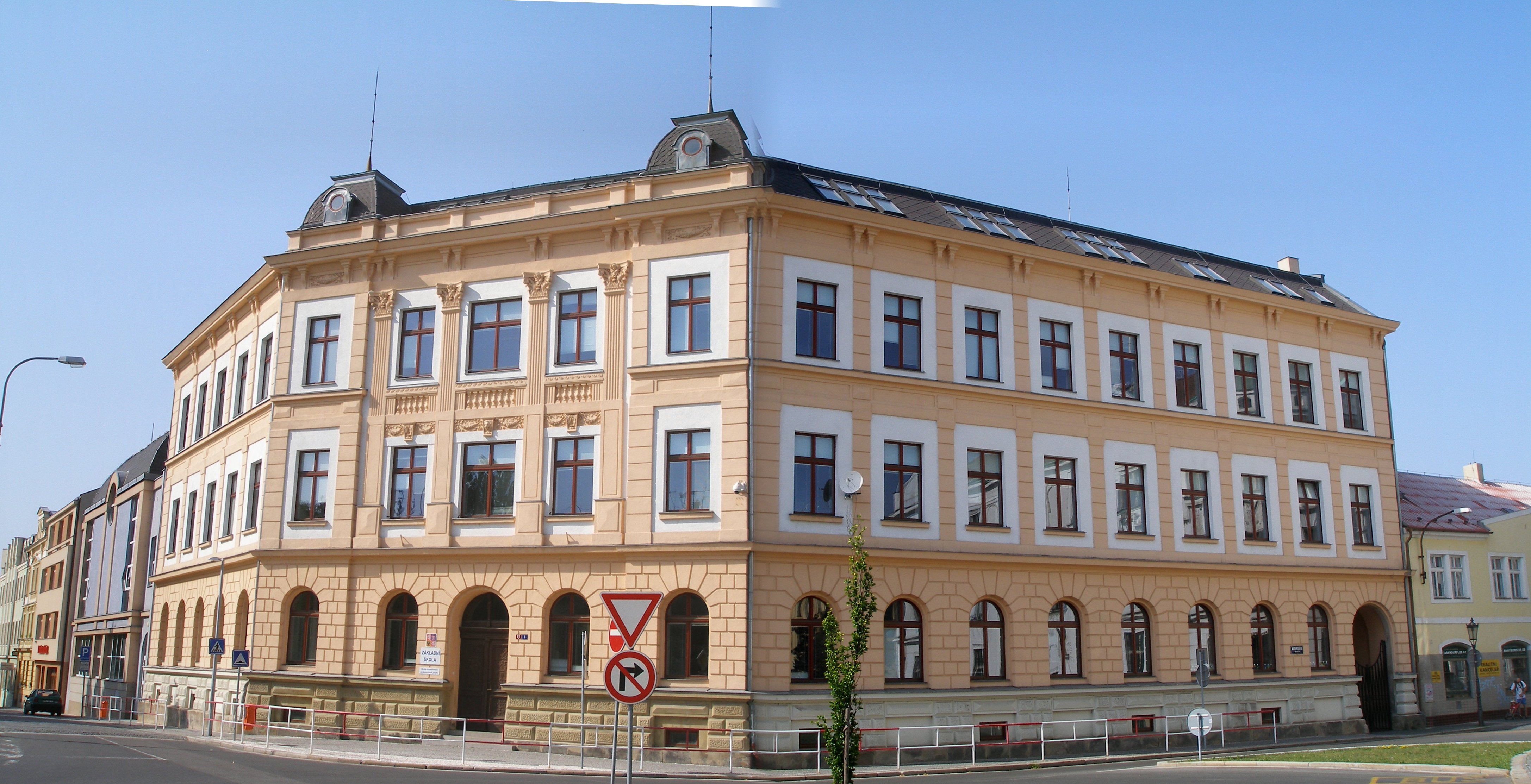
2. základní škola na Komenského náměstí

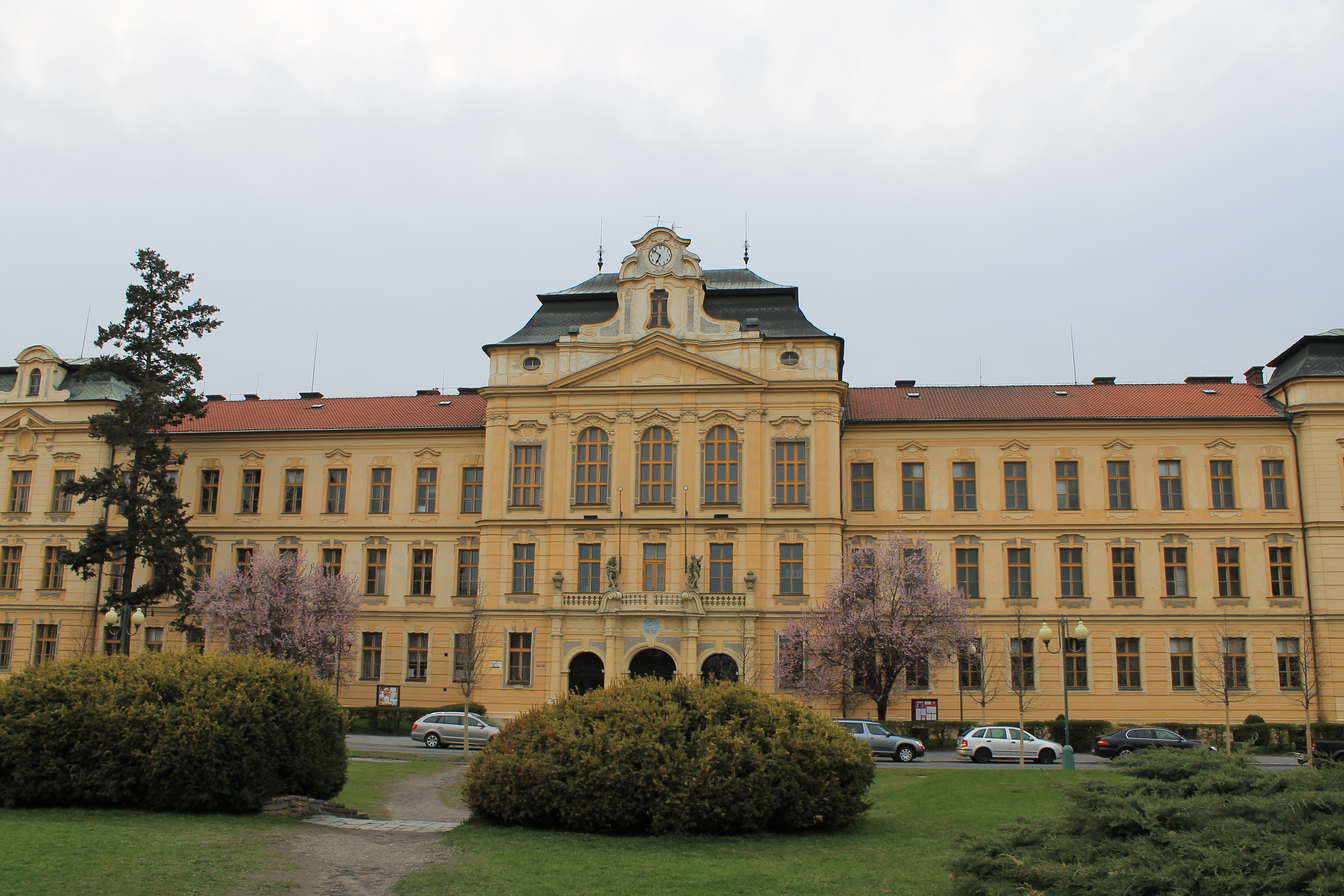
Gymnázium Dr. Josefa Pekaře

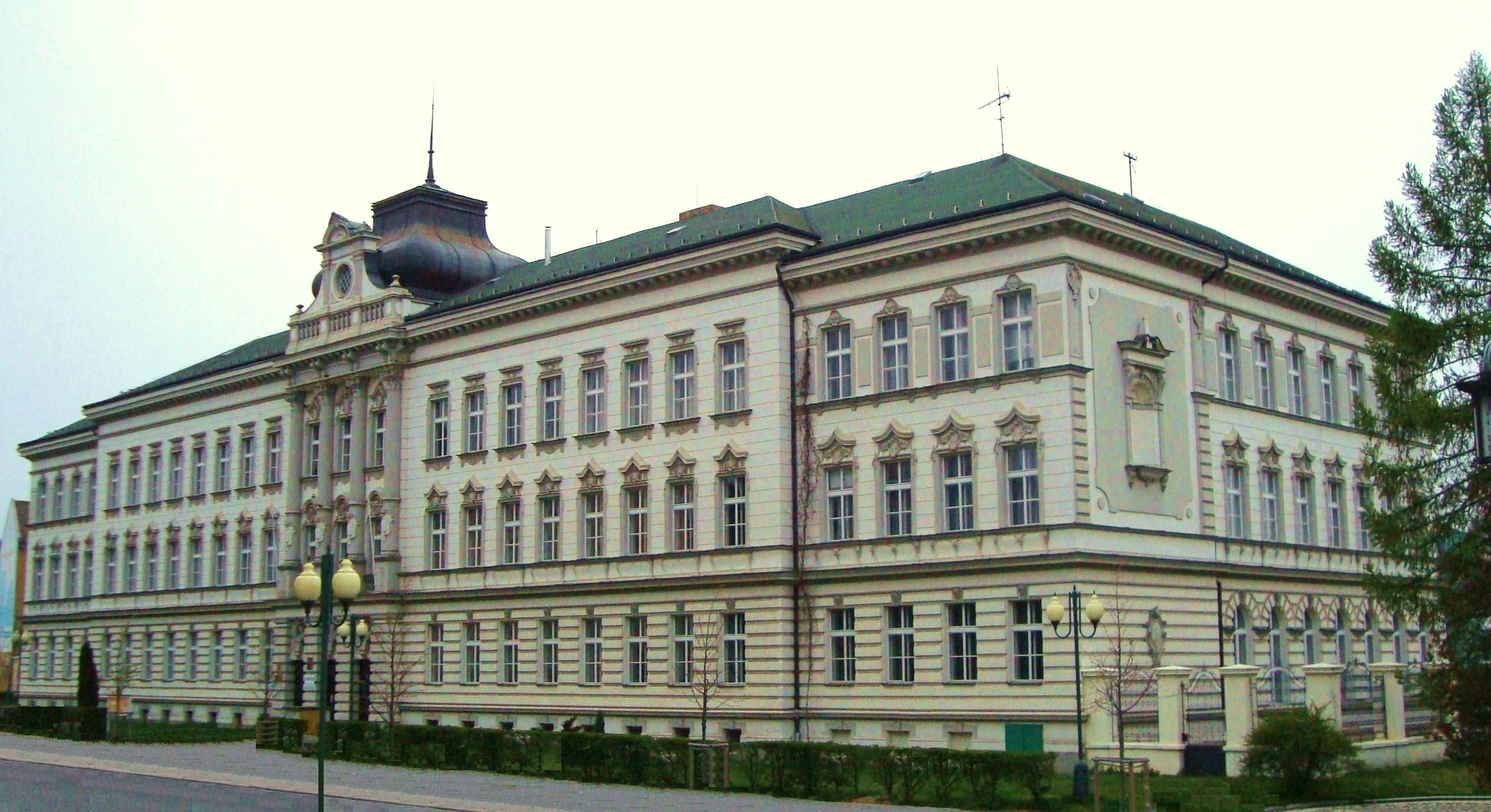
Gymnázium Mladá Boleslav

### Základní školy
- ZŠ, MŠ, Dětský domov, Příp. st. ZŠ spec., ŠD, SPC a ŠJ Mladá Boleslav, Na Celně 2
- 1. základní škola, Mladá Boleslav, Komenského náměstí 76
- 2. základní škola s rozšířenou výukou jazyků, Mladá Boleslav, Komenského náměstí 91
- 3. základní škola dr. Edvarda Beneše Mladá Boleslav, Laurinova 905
- 4. základní škola T. G. Masaryka a Mateřská škola, Svatovítská 574 Mladá Boleslav
- 5. základní škola Mladá Boleslav, Dukelská 1112
- 6. základní škola Mladá Boleslav, Jilemnického 1152
- 7. základní škola Mladá Boleslav, Václavkova 1082
- 8. základní a mateřská škola Mladá Boleslav, Václavkova 1040
- 9. základní škola a Mateřská škola Mladá Boleslav, 17. listopadu 1325, příspěvková organizace
- Masarykova základní škola Debř, Mladá Boleslav, Bakovská 7
- Základní škola speciální Mladá Boleslav, Václavkova 950

### Střední školy a vyšší odborné školy
- Gymnázium Dr. Josefa Pekaře, Palackého 211/3
- Gymnázium Mladá Boleslav, Palackého 191/1
- Střední průmyslová škola Mladá Boleslav, Havlíčkova 456
- Obchodní akademie, Vyšší odborná škola ekonomická a Jazyková škola s právem státní jazykové zkoušky, T. G. Masaryka 14
- ŠKODA AUTO a.s. Střední odborné učiliště strojírenské, odštěpný závod, Třída Václava Klementa 869
- Střední odborná škola a Střední odborné učiliště Mladá Boleslav
- Střední zdravotnická a vyšší odborná škola zdravotnická Mladá Boleslav
- Střední pedagogická a Střední odborná škola služeb Mladá Boleslav
- Střední škola gastronomie a hotelnictví (Na Celně 281)

### Vysoká škola
- Škoda Auto Vysoká škola, Na Karmeli 1457

## Kultura a náboženství

### Divadlo

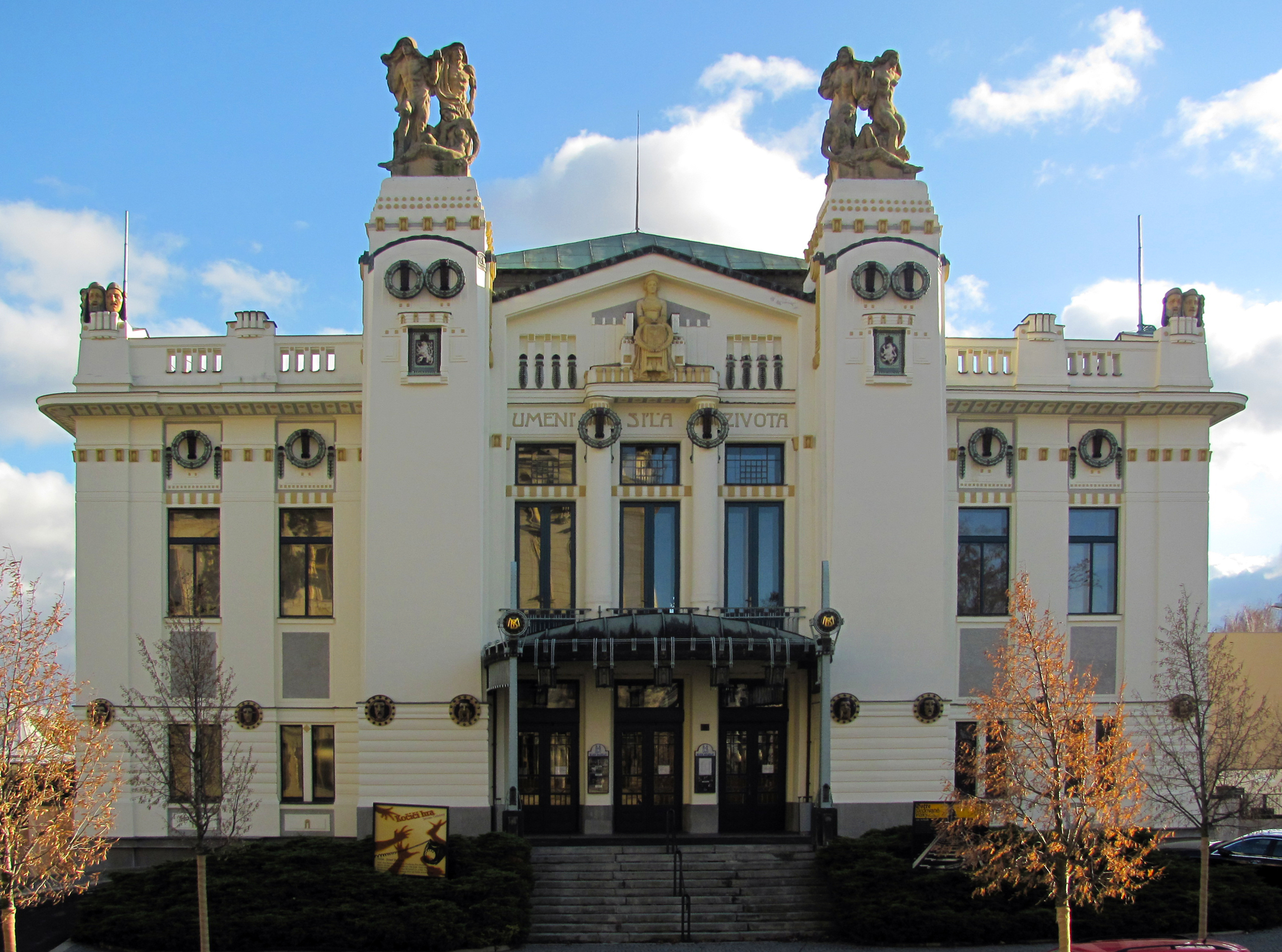
Městské divadlo

V Mladé Boleslavi se nachází Městské divadlo Mladá Boleslav. To již od roku 1909 působí v divadelní budově v Palackého ulici, kde hraje na dvou scénách. Dále ve městě funguje několik menších divadelních souborů, například Divadýlko na dlani.

### Kino
Nejnavštěvovanějším mladoboleslavským kinem je multikino Cinestar, které od roku 2008 funguje v budově nákupního centra Bondy, kde promítá ve 4 sálech. Ve městě se promítá i v divadelním sále Domu kultury, projekce se konají pod názvem Kino ve středu. V Mladé Boleslavi v minulosti fungovalo více kin, ta však postupně ukončovala provoz. Nejpozději uzavřené kino bylo kino Forum, které ukončilo provoz s otevřením multikina Cinestar.

### Dům kultury
Hlavním místem kulturního dění v Mladé Boleslavi je velký Dům kultury, který se nachází v centru města. Několik sálů o různých velikostech poskytuje prostor divadelním souborům, promítáním filmů, tanečním školám a plesům nebo koncertům. V květnu 2013 sem navíc byly přesunuty akce z Kulturního střediska Svět, které bylo 30. dubna 2013 uzavřeno.

### Taneční školy
Ve městě funguje i několik úspěšných tanečních škol. Nejnavštěvovanějšími školami, které navíc pořádají plesy pro veřejnost, jsou Taneční studio Hana a Jan Stinkovi, Taneční škola Zita a Taneční škola Ladislava Fišera. První jmenovaná funguje ve velkém sále Domu kultury, TŠ Zita má vlastní sál v budově bývalého kina Oko. Taneční škola Ladislava Fišera pořádá mimo jiné taneční lekce v sále muzea automobilky Škoda Auto. V minulosti také ve městě úspěšně působila taneční škola manželů Hesových.

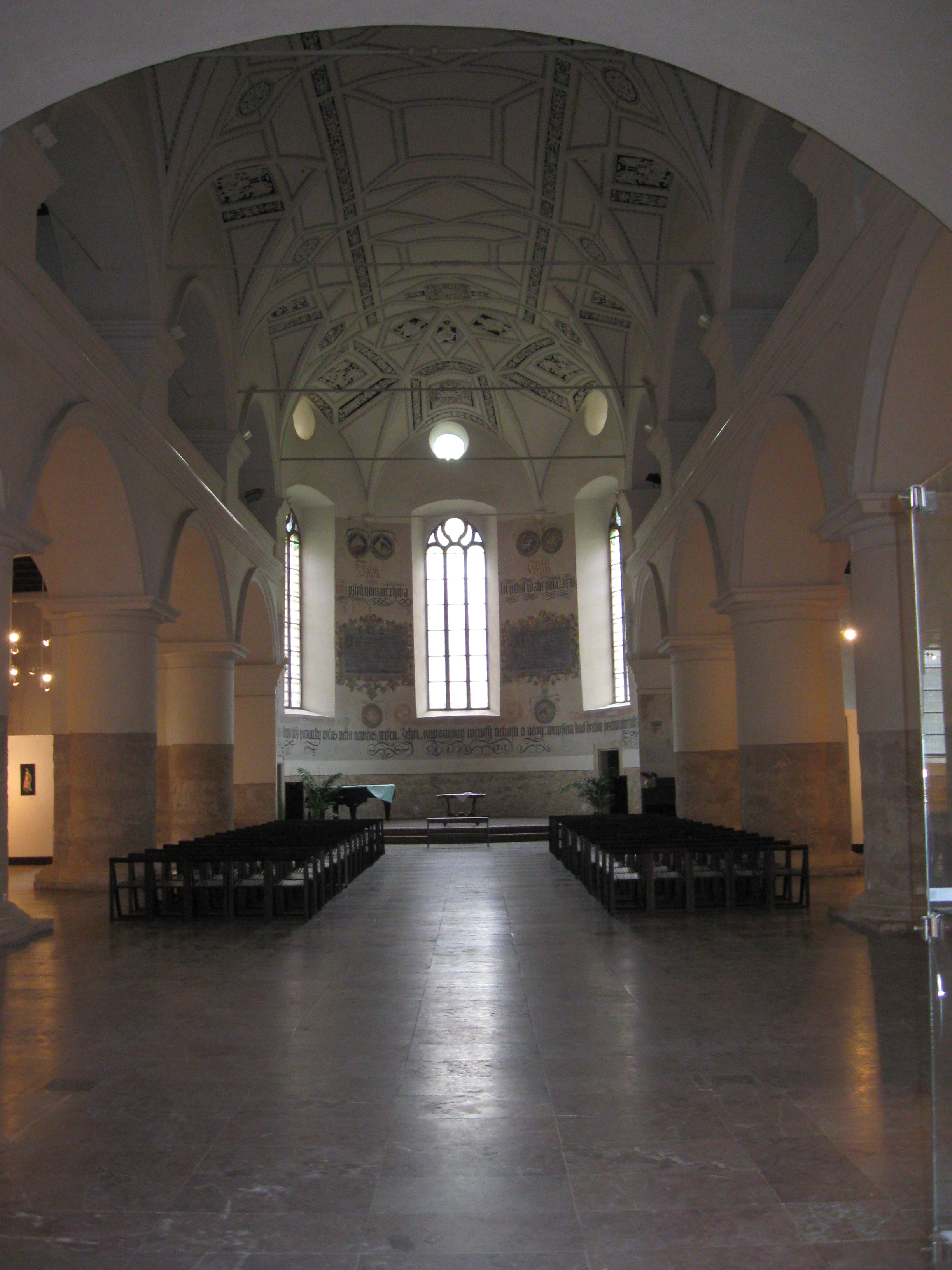
Interiér Sboru českých bratří

### Muzea a výstavní prostory
Prvním muzeem, které ve městě funguje, je Muzeum Mladoboleslavska. Ačkoliv vzniklo už v 19. století, do prostor mladoboleslavského hradu, kde se nachází v současnosti (2013), se dostalo až v roce 1972. Stálá muzejní expozice se týká historie města, v muzeu jsou však i další výstavní prostory, ve kterých se výstavy střídají.
Dalším muzejním prostorem je palác Templ. Budova, která vznikla už v 15. století, poskytuje prostor výstavě archeologických nálezů z Mladé Boleslavi a okolí. Templ dále slouží jako galerie s obměňovanými výstavami výtvarných děl, obrazů nebo fotografií. Konají se zde i mnohé literárně hudební akce nebo zábavně vzdělávací akce pro děti.
Sbor českých bratří je budova ze 16. století, výstavním účelům slouží od roku 1910, kdy prošel důležitou rekonstrukcí. Nejdříve fungoval jako budova muzea, v 70. letech pak byl rekonstruován, aby mohl sloužit jako galerie a koncertní síň. V současnosti (2013) se zde pořádají krátkodobé i dlouhodobé výstavy a koncerty zejména vážné hudby.

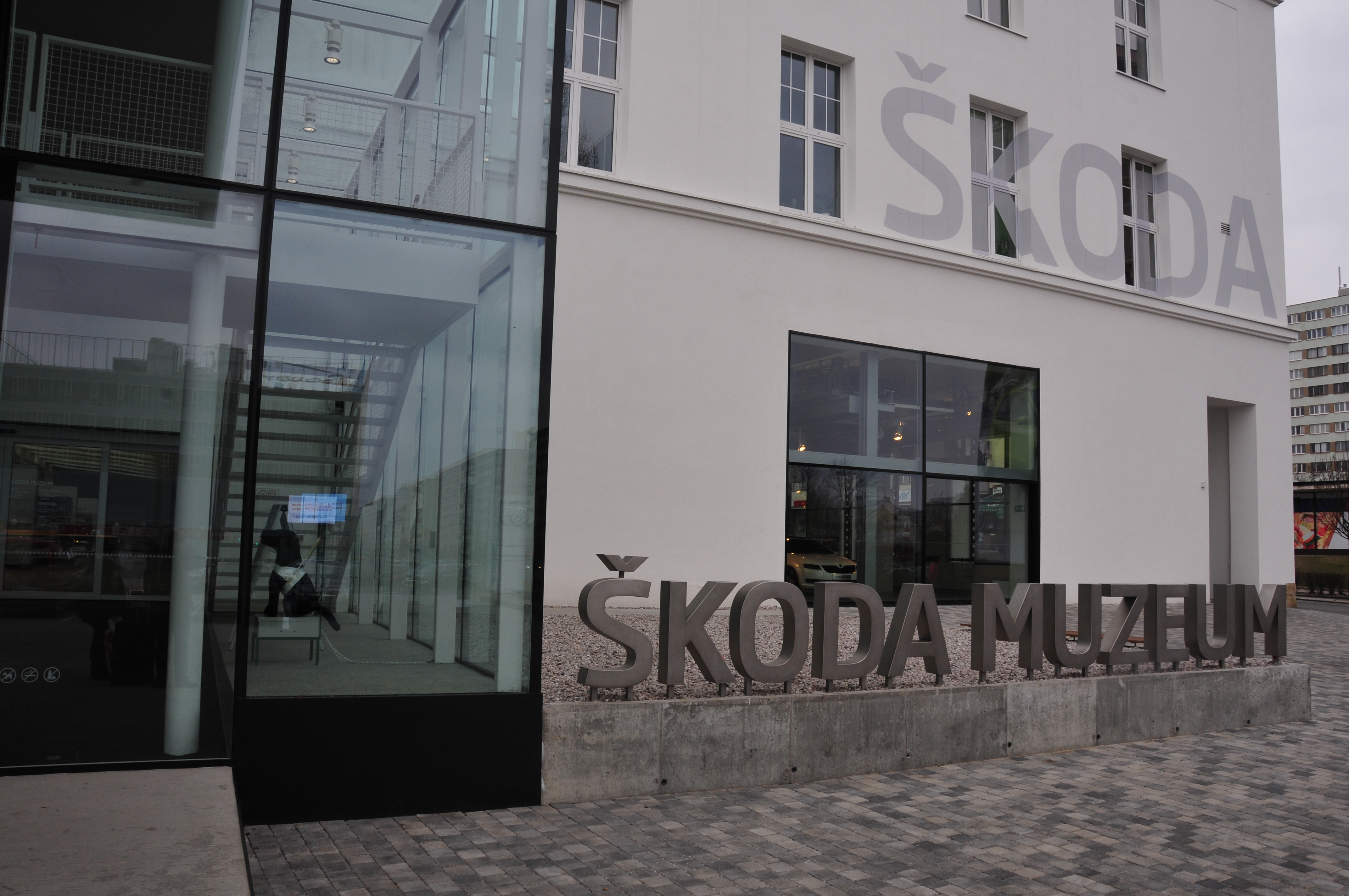
Škoda Muzeum

Škoda Muzeum je soukromý muzejní objekt v jedné z nejstarších budov firmy Škoda Auto na třídě Václava Klementa nedaleko od autobusového nádraží. Dokumentuje zejména historii této firmy, přehled automobilů, kol a motorů, vyráběných v Mladé Boleslavi.
V roce 2015 bylo otevřeno Letecké muzeum Metoděje Vlacha, které připomíná tohoto mladoboleslavského nadšence, který si roku 1912 postavil vlastní letadlo. Muzeum stojí na severním okraji mladoboleslavského letiště a vystavuje deset replik historických letadel, s nimiž jeho piloti také létají.

### Knihovna města Mladá Boleslav
V roce 1901 byla v městě zřízena a otevřena čítárna (vystaveno 140 časopisů) a téhož roku rozhodnutím městské rady také knihovna. Po několikerém stěhování získala v roce 1909 Veřejná čítárna a knihovna města Mladé Boleslavi umístění v chlapecké škole na Komenského náměstí. V roce 1936 byla knihovna přestěhována do přízemí budovy Obchodní akademie, z níž se stěhovala do budovy Okresní hospodářské záložny, ale již v roce 1946 se stěhovala zpět do budovy Obchodní akademie. V témže roce knihovna otevírá dětské oddělení. V roce 1951 se stala Okresní knihovnou a současně metodickým centrem pro knihovny obcí okresu.
Budova Střední ekonomické školy (dříve Obchodní akademie) nestačila potřebám školy a knihovny zároveň. Město i okres spojily finanční síly a v roce 1990 byla zahájena pro knihovnu stavba moderní budovy na ulici Václava Klementa, po mnoha letech první budovy, která byla přímo pro knihovnu postavena. Knihovna v nové budově byla otevřena v roce 1994 již částečně s automatizovaným provozem. Od roku 1997 je knihovna znovu zřizována městem, v roce 1998 byla dokončena automatizace knihovny. V dalších letech knihovna rozšiřovala své služby: půjčování zvukových knih zrakově postiženým, donášku knih do domu pro seniory a zdravotně znevýhodněným čtenářům (DoDo), veřejný internet. Knihovna zajišťuje vzdělávací a kulturní akce pro dospělé i dětské čtenáře. Kromě služeb v hlavní budově (oddělení pro dospělé uživatele, oddělení pro děti, čítárna denního tisku) funguje pobočka Severní Město.
V roce 2001 knihovna navázala spolupráci s knihovnou v partnerském městě Mladé Boleslavi - Malokarpatskou knižnicou v Pezinku.
Knihovna plní funkci pověřené knihovny pro 139 neprofesionálních a 19 profesionálních knihoven okresu Mladá Boleslav, části okresu Nymburk, Mělník a Praha-východ.

### Hvězdárna města Mladá Boleslav
V roce 1995 byla společně s 9. základní školou otevřena hvězdárna takzvaného lidového typu. Její kopule s průměrem 6 metrů se nachází na proskleném tubusu a ve výšce 25 metrů nad zemí tak tvoří stavební dominantu Severního sídliště.
Při jejím otevření byl hlavním pozorovacím prostředkem Cassegrainův zrcadlový dalekohled s průměrem 20 cm - postupem času však jeho zrcadla zestárla a přestala plnit svou funkci. V roce 2015 prošla kopule v rámci 20letého výročí otevření hvězdárny renovací a je vybavena celkem čtyřmi dalekohledy - hlavní pozorovací prostředek tvoří čočkový achromatický Istar Optical Perseus AT s ohniskem 1800 mm a průměrem 20 centimetrů.
Největší oblibě se těší pozorování Měsíce a jeho kráterů, planet Sluneční soustavy a v letním období také pozorování Slunce za pomocí speciálních filtrů. Za velmi příznivého počasí je možnost pozorovat i objekty vzdáleného vesmíru - vícenásobné hvězdné systémy, zejména barevné dvojhvězdy, dále vybrané otevřené i uzavřené hvězdokupy, nebo několik mlhovinných objektů. Během ojedinělých úkazů během roku (například zatmění Slunce či Měsíce a meteorické roje) hvězdárna pořádá mimořádná pozorování.

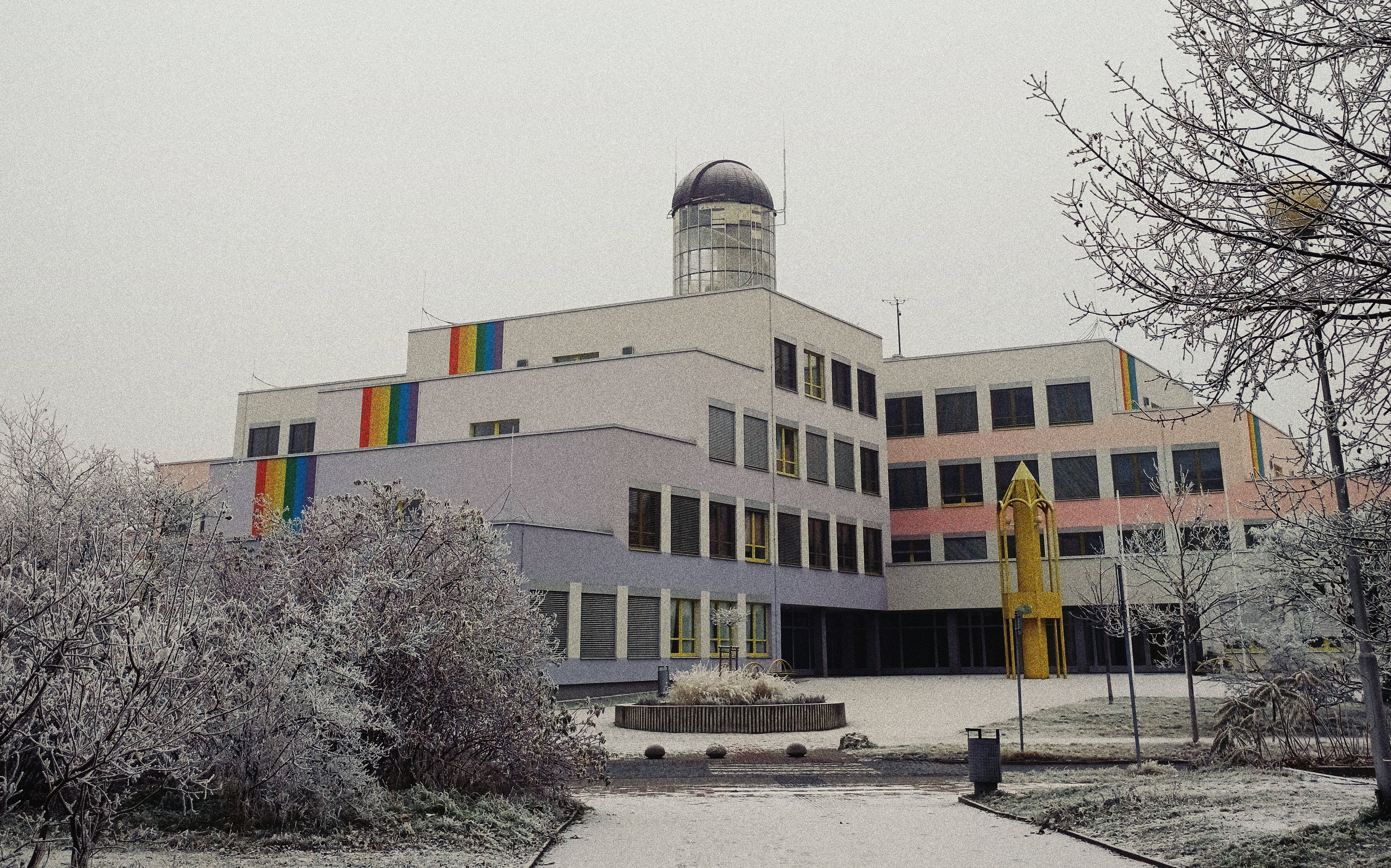
Pohled na budovu základní školy společně s proskleným tubusem a kopulí hvězdárny.

V případě nepříznivého počasí hvězdárna nabízí doprovodný program s pomocí počítačové simulace. Její otevírací doba je stanovena na každý školní pátek (mimo svátky, prázdniny a dny ředitelského volna) a během roku se posouvá v závislosti na západu Slunce. Návštěvníkům se budou věnovat odborní pracovníci hvězdárny či zkušení demonstrátoři - absolventi astronomického kroužku. Provoz zajišťuje profesní nezisková organizace (spolek) založená v roce 2009.
Nejoblíbenější dobou pro pozorování oblohy je období od listopadu do února, kdy se velmi brzy smráká a pozorování si tak mohou užít i mladší návštěvníci. Nejlepší dobou k navštívení hvězdárny je také v období, kdy se Měsíc nachází v první čtvrti a v dalekohledech tak vynikne plasticita jeho kráterů.

### Náboženství

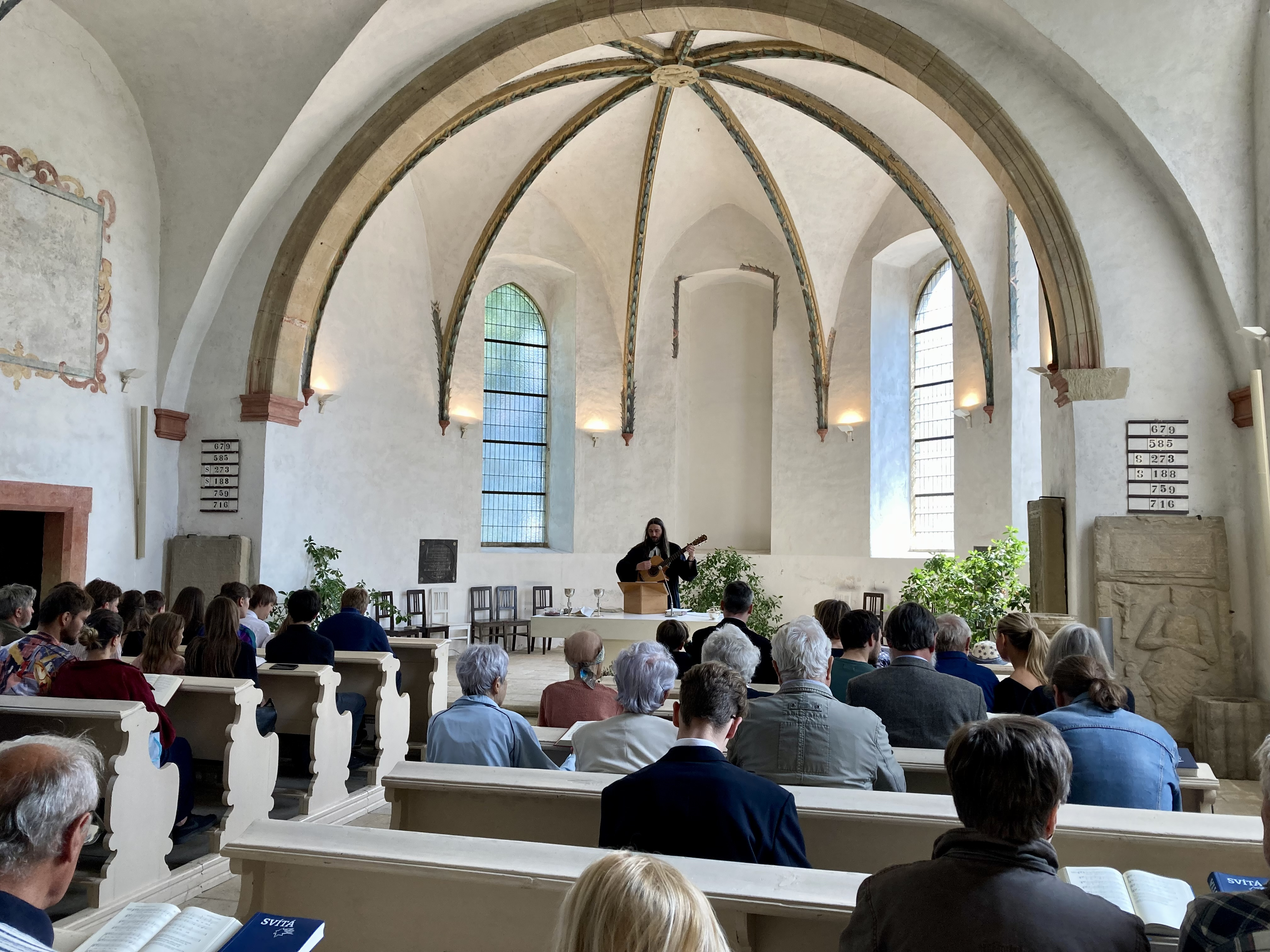
Nedělní evangelické bohoslužby v někdejším bratrském hřbitovním kostele sv. Havla

Z církevních subjektů má v Mladé Boleslavi nejvíce členů i největší účast na bohoslužbách římskokatolická farnost Mladá Boleslav. Působí zde také farní sbor Českobratrské církve evangelické, náboženská obec Církve československé husitské, několik dalších protestantských církví a pravoslavná obec. Židovská obec v Mladé Boleslavi (v jidiš בומסלא Bumsla), kdysi jedna z nejvýznamnějších v celých Čechách, zanikla během druhé světové války. Dochoval se zde rozlehlý a cenný židovský hřbitov, kde je mj. pohřben Jakub Baševi, osobní bankéř Albrechta z Valdštejna. Od začátku 21. století působí ve městě Pravoslavná církevní obec, v jurisdikci pražské eparchie Pravoslavné církve v českých zemích a na Slovensku, která zpočátku konala své bohoslužby v zapůjčeném kostele sv. Havla, později získala od římskokatolické církve kostel sv. Barbory v mladoboleslavské místní části Debř. Tento kostel následně opravila a zcela adaptovala pro své potřeby.

## Sport

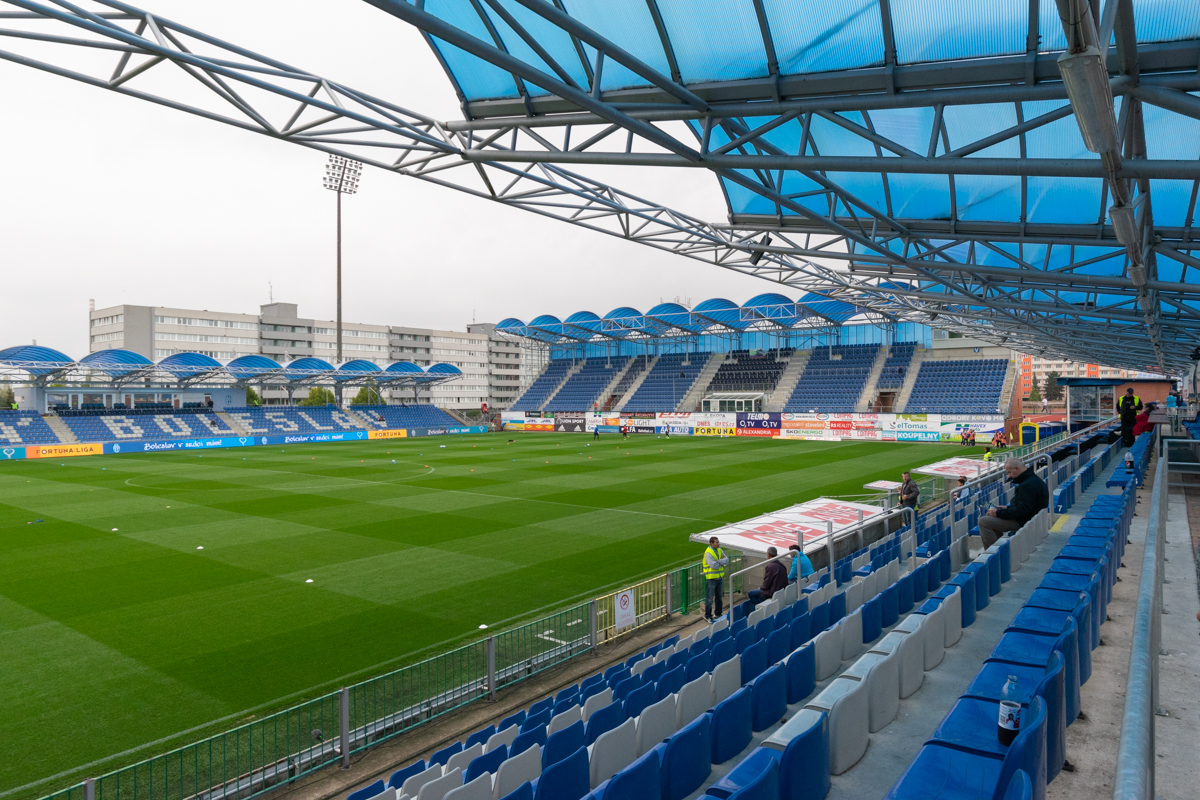
Městský stadion

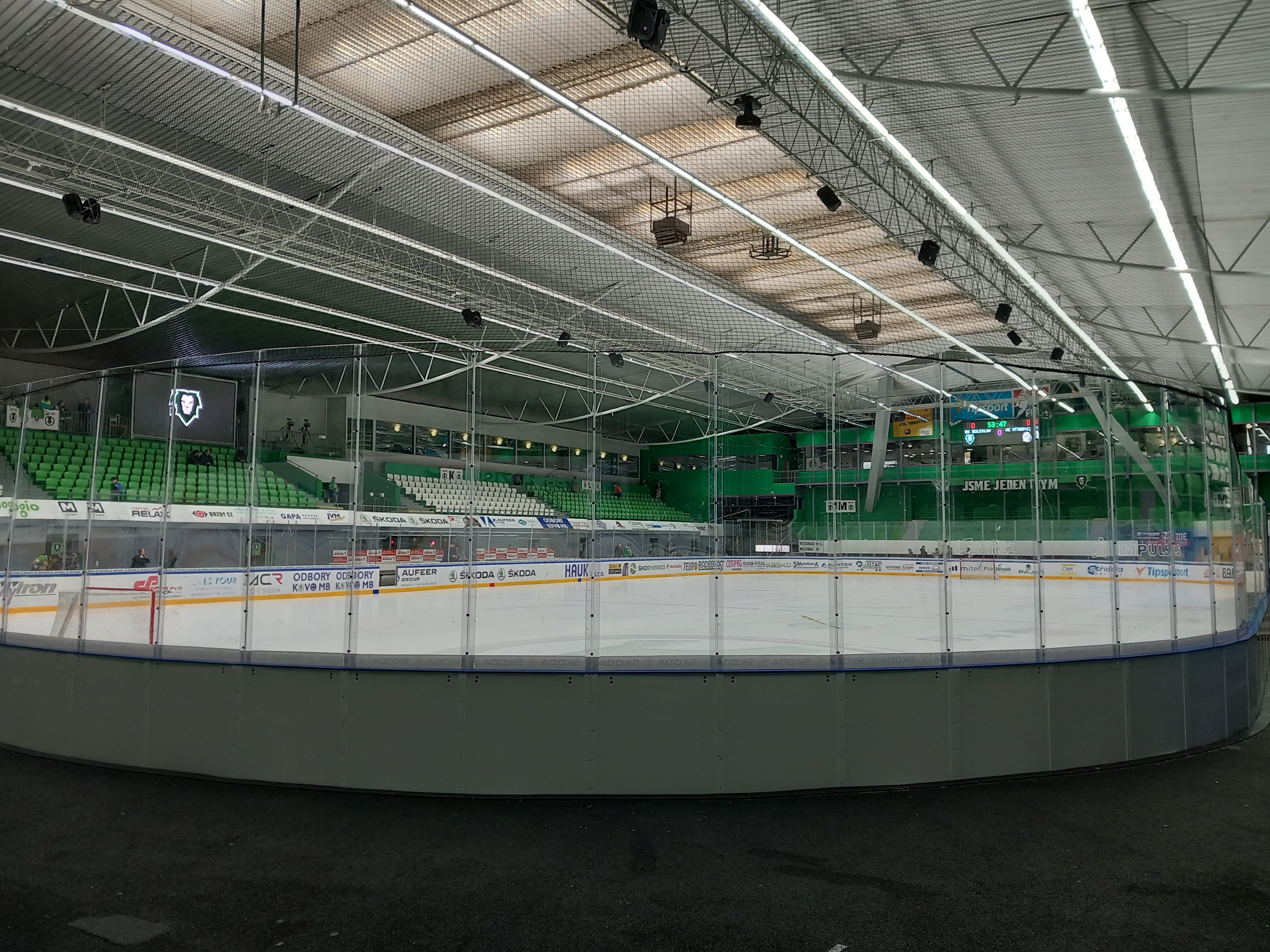
Zimní stadion

Mladá Boleslav je domovem několika profesionálních sportovních oddílů. Prim ve městě hrají fotbal a lední hokej. V obou sportech má Boleslav zastoupení v nejvyšších soutěžích. Fotbalový tým FK Mladá Boleslav hraje své zápasy na Městském stadionu Mladá Boleslav, vystavěném v 70. letech a přebudovaném na přelomu tisíciletí, a disponujícím pětitisícovou kapacitou. BK Mladá Boleslav patří k nejstarším sportovním oddílům na území České republiky vůbec. V polovině 50. let se přesunul z přírodního ledu na Zimní stadion Mladá Boleslav, kam se vejde 4200 diváků.
Rozvoj obou klubů souvisí s ekonomickým boomem města po roce 2000. Fotbalisté si účast mezi českou fotbalovou elitou vydobyli v roce 2004 a od té doby nejvyšší soutěž neopustili. Hokejisté ochutnali nejvyšší soutěž již v meziválečném Československu (1936/37, 1937/38), ale novodobý rozkvět začíná sezónou 2008/09. Po čtyřech prvoligových sezónách sice přišel sestup, ale od sezóny 2014/15 působí Bruslařský klub v extralize nepřetržitě. Fotbalový klub se může pochlubit jedním ligovým stříbrem, navíc dosaženým v již druhé ligové sezóně boleslavských (2005/06). Na svém kontě má také dvě třetí místa (2006/07, 2013/14) a dvě vítězství v českém poháru (2010/11, 2015/16). Díky těmto výsledkům se FK Mladá Boleslav mohl podívat již několikrát do evropských pohárů, a to včetně toho nejprestižnějšího, Ligy mistrů (2006/07). Asi nejpamátnějším momentem bylo vyřazení francouzského velkoklubu Olympique Marseille v 1. kole Poháru UEFA v ročníku 2006/07. Maximem hokejistů byla tři extraligová semifinále.
Fotbalovým oddílem prošla řada reprezentantů. Dávno před nejslavnější érou klubu to byli odchovanci Josef Ludl, Petr Vrabec a Radek Bejbl. V novodobé éře pak Marek Matějovský, Václav Koloušek, Radim Holub, Petr Voříšek, Ondřej Kúdela, Milan Baroš, Michal Ďuriš nebo Jan Chramosta. K hokejovým odchovancům patří Jiří Hrdina, David Výborný nebo Radim Vrbata. Boleslavský hokejový dres oblékli také Richard Král, Jakub Klepiš nebo Michal Vondrka. Zajímavostí je v souvislosti s hokejem 3. základní škola, známá také jako hokejová škola, která s klubem těsně spolupracuje na výchově budoucích hokejistů.
Kromě hokeje a fotbalu se ve městě od 90. let úspěšně rozvíjí též florbal, jenž ve městě reprezentuje jeden z předních florbalových mužských týmů Florbal MB. Má na svém kontě již čtyři tituly mistra Česka (2017/18, 2020/21, 2021/22 a 2024/25) a tři vítězství v Poháru Českého florbalu. Je prvním klubem, kterému se podařilo narušit hegemonii Prahy a Ostravy ve florbalové Superlize. Své domácí zápasy hraje ve Sportovní hale TJ Auto Škoda. V témže místě hraje své domácí zápasy i původně pražský basketbalový klub Slovanka MB, jenž zde našel od sezóny 2009 domácí prostředí po přesunu z Kralup nad Vltavou. Nejvyšší ženskou florbalovou soutěž hraje tým Florbalová akademie MB.
Ve městě působí kromě těchto profesionálních celků i amatérské týmy fotbalové (TJF Čechie Čejetice), hokejové (BK Mladá Boleslav „B“ hrající krajský přebor) i oddíly dalších sportů, například tenisový, plavecký, lyžařský, triatlonový klub atd.
Městský bazén u lesoparku Štěpánka z roku 2015 má délku 25 metrů, je zde i rekreační bazén a wellness centrum.

## Pamětihodnosti

### Historické památky

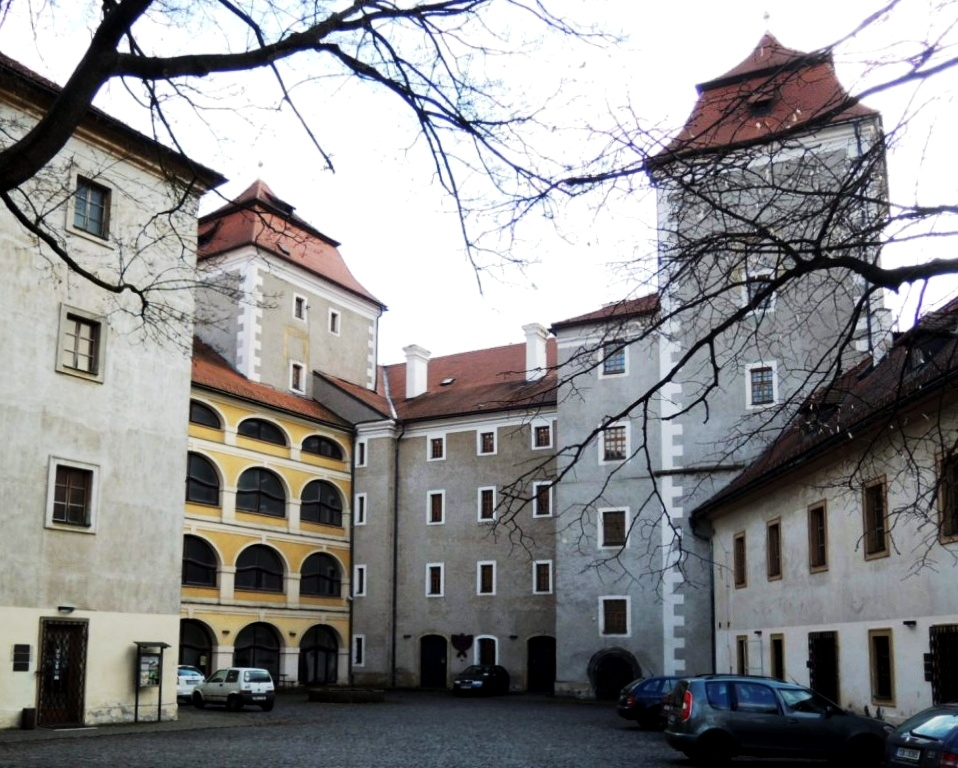
Mladoboleslavský hrad, který slouží jako muzeum

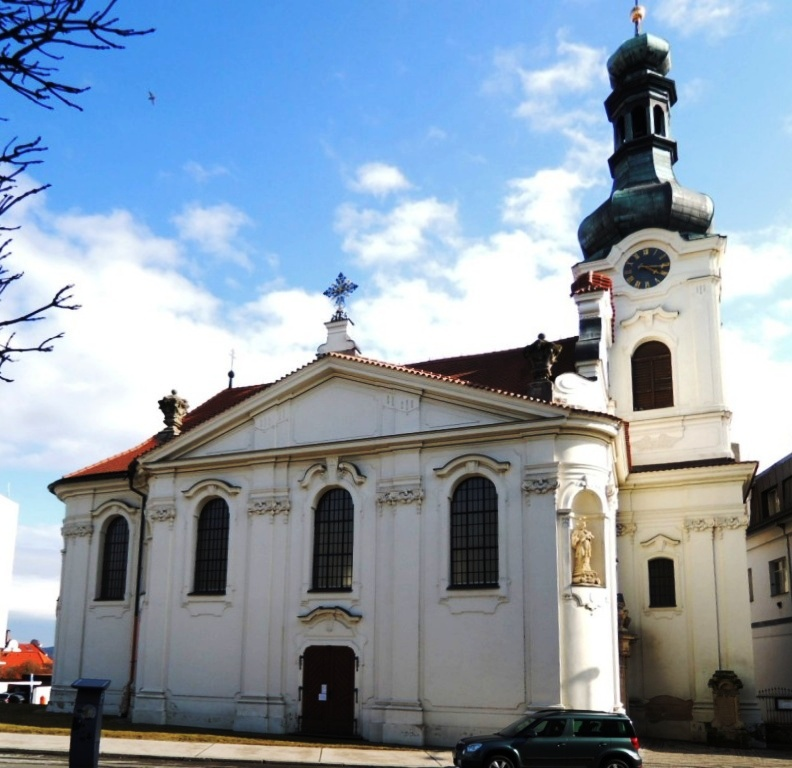
Kostel sv. Jana Nepomuckého

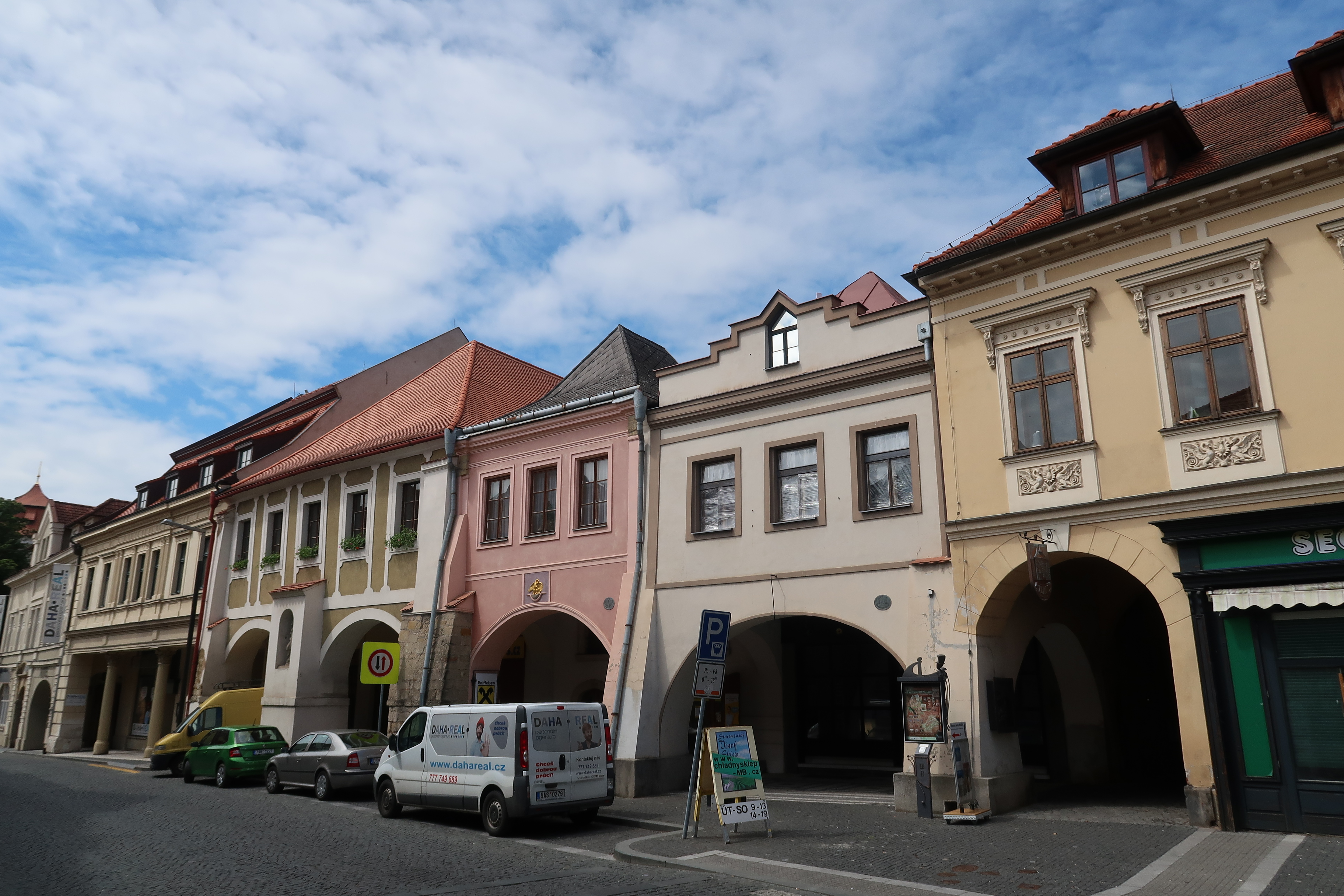
Domy na Staroměstském náměstí

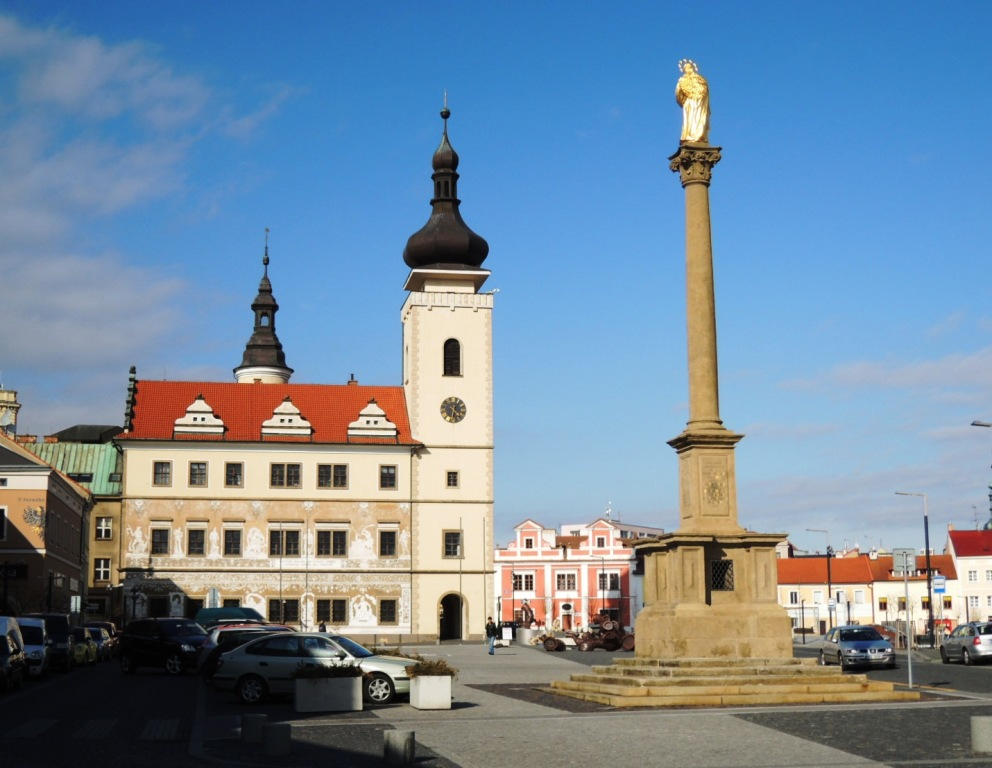
Mariánský sloup na Staroměstském náměstí vztyčený na paměť morové epidemie z roku 1680

- Mladoboleslavský hrad, přemyslovské hradiště, přestavěné před rokem 1350 na gotický hrad a po požáru roku 1555 na renesanční zámek Krajířů z Krajku za účasti M. Borgorelliho. Prostá stavba se dvěma mohutnými věžemi sloužila od 18. století jako kasárna, po roce 1948 věznice, od roku 1970 muzeum.
- Staroměstské náměstí se směrem k hradu zužuje, od západu do něho zasahuje radnice. Domy z velké části renesanční, různě přestavěné. Na východní straně zachována velká část podloubí.
- Stará radnice renesanční dvoukřídlá budova s věží z poloviny 16. století, snad podle plánů M. Borgorelliho. Barokně upravena 1710, v letech 1934–1941 zmodernizována. Na jižní fasádě renesanční sgrafita s biblickými výjevy a světci. Obecní síň má valenou klenbu na střední pilíř z roku 1559.
- Arciděkanství vedle kostela, barokní stavba se dvěma štíty od M. Rossiho z roku 1701.
- Mariánský sloup z roku 1681, původní čtyři sochy v rozích podstavce jsou umístěny po městě.
- Palác hejtmana Jana Císaře, zvaný Templ, v Krajířově ulici, přístupný průchodem z jihozápadní části Staroměstského náměstí. Pozdně gotická stavba z let 1488–1493, vestavěná do hradeb a parkánu a později různě upravovaná, slouží dnes jako muzeum.
- Arciděkanský kostel Nanebevzetí Panny Marie na Staroměstském náměstí, trojlodní halová gotická stavba, založená roku 1406, s barokním průčelím od J. Rossiho z roku 1702. V presbytáři síťová klenba, v lodi valená se síťovými žebry na tři páry toskánských sloupů na masivní tribuně, patrně ze 16. století. Zařízení barokní, patrně od J. Jelínka z Kosmonos, gotická křtitelnice z roku 1489.
- Kostel sv. Jana Nepomuckého v Železné ulici, barokní obdélná stavba z roku 1727 s obdélným presbytářem, valenou klenbou s lunetami a věží v průčelí. Hodnotné barokní zařízení, nad hlavním oltářem obraz sv. Jana Nepomuckého od V. V. Reinera z roku 1740.
- Bývalý bratrský sbor na Českobratrském náměstí, trojlodní renesanční stavba s gotickými prvky, valenou klenbou se síťovými žebry a masivními tribunami z roku 1544, patrně podle plánů M. Borgorelliho. Dnes slouží jako galerie.
- Bývalá bratrská tiskárna M. Klaudiána, barokně upravená po roce 1635 s mansardovou střechou z 18. století.
- Bývalý hřbitovní kostel sv. Havla, goticko-renesanční stavba z poloviny 16. století s věží z roku 1735. Obdélná loď s valenou klenbou s lunetami. Slouží k bohoslužbám Českobratrské církve evangelické.
- Bývalý kostel sv. Bonaventury na Karmeli z let 1675–1711. Jednolodní barokní stavba se třemi páry bočních kaplí sloužila sousednímu klášteru a gymnáziu z let 1728–1737. Roku 1970 kostel zrušen, od roku 2002 slouží jako výstavní síň.
- Židovský hřbitov na jihovýchodě města, za říčkou Klenicí při Pražské ulici. Nejstarší kámen je z roku 1604, pozoruhodná deska bankéře Jakuba Baševiho z roku 1635.[48]
- Michalovická putna je zřícenina hradu z 13. století v severní části města, na západním břehu Jizery.[49]

### Významné domy
- Městské divadlo Mladá Boleslav[31] z roku 1909 v Palackého ulici
- Gymnázium Dr. Josefa Pekaře z roku 1903 v Palackého ulici
- Sokolovna z roku 1905 v Palackého ulici
- Průmyslová škola
- Vzdělávací centrum Škoda Auto Na Karmeli
- Hvězdárna města Mladá Boleslav

### Parky
- NPP Radouč
- Lesopark Štěpánka
- Park Výstaviště

## Cestovní ruch

### Metalová cesta Mladou Boleslaví
Od roku 2011 návštěvníky městem provází naučná stezka s názvem Metalová cesta Mladou Boleslaví. Jedná se o 4 km dlouhou trasu, na které turista potká 12 velice originálně ztvárněných zastavení s informacemi o daném místě. Naučná stezka má také zkrácenou variantu pro děti a poskytuje informace v několika jazykových mutacích. Mapu k Metalové cestě Mladou Boleslaví si lze vyzvednout v Infocentru Mladá Boleslav.

### Turistický region Mladoboleslavsko
Region Mladoboleslavsko je územně vymezen hranicemi okresu Mladá Boleslav s 10% přesahem a svou polohou zasahuje hned do několika regionů (Český ráj, Polabí, Máchův kraj a Kokořínsko). Řízení rozvoje turismu v regionu zajišťuje Infocentrum Mladá Boleslav ve spolupráci s dalšími obcemi a regiony v rámci projektu Mladoboleslavsko – nejen brána do Českého ráje.

## Lidé

### Rodáci
- Miroslav Bobek (* 1967), přírodovědec, od roku 2010 ředitel Zoologické zahrady Praha
- Eva Bosáková (1931–1991), sportovní gymnastka, olympijská vítězka, trojnásobná mistryně světa
- Vilém Čok (* 1961), zpěvák a hudebník
- Milan Fibiger (* 1966), malíř, ilustrátor a hudebník
- František Gellner (1881–1914), anarchistický básník a malíř
- Darja Hajská (1911–1981), zpěvačka, herečka a spisovatelka
- Jan Hamáček (* 1978), politik, v letech 2013–2017 předseda Poslanecké sněmovny PČR
- Martin Havlát (* 1981), hokejový reprezentant, hráč NHL
- Max Horb (1882–1907), malíř
- Josef Hronek (1890–1954), katolický teolog, kněz, vysokoškolský pedagog
- Bedřich Kočí (1869–1955), nakladatel a knihkupec
- Jan Konůpek (1883–1950), grafik, malíř, ilustrátor a rytec
- Antonín Macek (1872–1923), novinář, spisovatel, překladatel, dramatik a básník
- Adina Mandlová (1910–1991), česká prvorepubliková herečka (narodila se v ulici Václava Klementa v domě č.p. 252, tyrkysovo-žlutobílá barva domu)
- Karel Mareš (1927–2011), textař, skladatel, režisér
- Alfréd Meissner (1871–1950), advokát a ministr spravedlnosti za první republiky
- Vladimír Michálek (* 1956), scenárista a filmový režisér
- Václav Neckář (1896–1964), architekt
- Karel Papoušek (1927–1943), příslušník Royal Air Force, plukovník československého letectva „In memoriam“
- Jaroslav Pavlíček (* 1943), polárník
- Josefa Pechlátová (1890–1974), česká herečka, prababička z filmové trilogie Hogo fogo Homolka
- Vladimír Slánský (1913–1993), vojenský pilot 311. československé bombardovací perutě RAF
- Přemysl Sobotka (* 1944), předseda Senátu Parlamentu ČR
- Jaroslav Šámal (1922–2011), účastník protinacistického odboje a reprezentant ve sportovní střelbě
- Alois Vojtěch Šmilovský (1837–1883), spisovatel
- Filip Tomsa (* 1984), český filmový a divadelní herec, narozen v Mladé Boleslavi, pochází z Bezna
- Rudolf Turek (1910–1991), historik a archeolog
- Tomáš Vaněk (* 1988), český divadelní a muzikálový herec
- Miluše Voborníková (* 1949), zpěvačka
- Boleslav Vomáčka (1887–1978), hudební kritik a skladatel
- Radim Vrbata (* 1981), hokejový reprezentant, hráč NHL
- Vincenc Zahradník (1790–1836), katolický kněz a myslitel
- Jan Železný (* 1966), 3× olympijský vítěz a světový rekordman v hodu oštěpem

### Čestní občané
Po listopadu 1989
- Jiří Dienstbier st.
- Michael Kocáb
- Rudolf Turek, uděleno v roce 1991

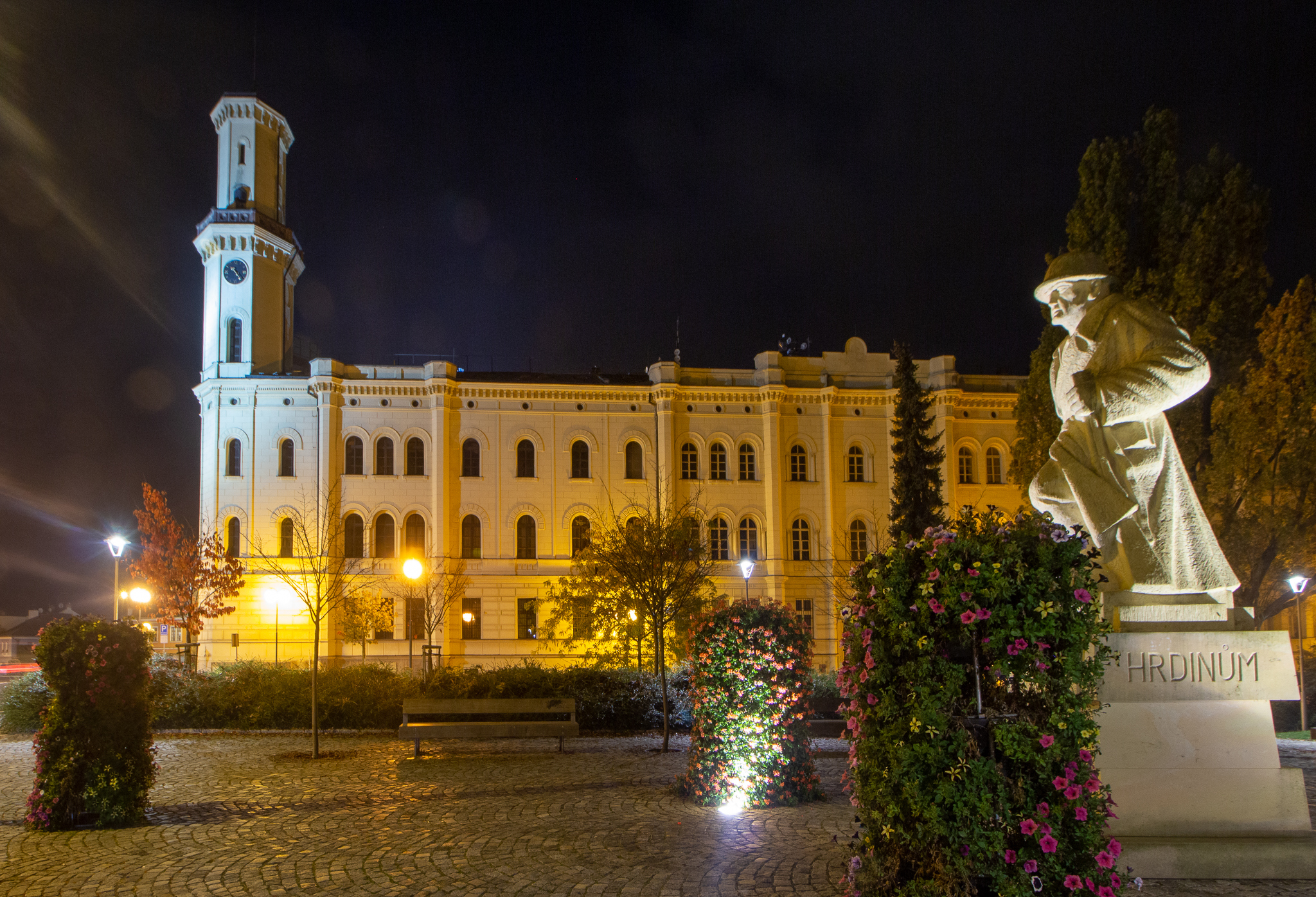
Nová radnice

- Vladimír Slánský, uděleno v roce 1992
- Jan Železný, uděleno v roce 1992
- Marie Tomášová, uděleno 9. dubna 1999
- Jaroslav Šámal, uděleno 18. dubna 2002
- Rostislav Kubišta, uděleno 6. května 2005
- Josef Novák, uděleno 13. června 2007
- Detlef Wittig, uděleno 27. září 2007
- Stanislav Procházka, uděleno 28. října 2008

### Cena města
Cena Statutárního města Mladá Boleslav je udělována od roku 2006 u příležitosti státního svátku 28. října jedné dosud žijící osobnosti, která svým životem a dílem přispěla k propagaci města, jeho zvelebení, rozvoji a zkvalitnění života občanů. V roce 2007 nebyla cena udělena. Ocenění získali tito spoluobčané:
- Karel Herčík, 28. října 2006[50]
- Milan Klipec, 28. října 2008[51]
- Stanislav Kovář, 28. října 2009[52]
- Helena Červená, 28. října 2010[53]
- Josef Donát, 28. října 2011[54]
- Václav Bečvárovský, 28. října 2012[55]
- Eva Pešková, 28. října 2013
- Josef Zahrádka, 28. října 2019[56]

## Partnerská města
- Dieburg, Německo
- Fano, Itálie
- Pezinok, Slovensko
- Vantaa, Finsko

## Galerie

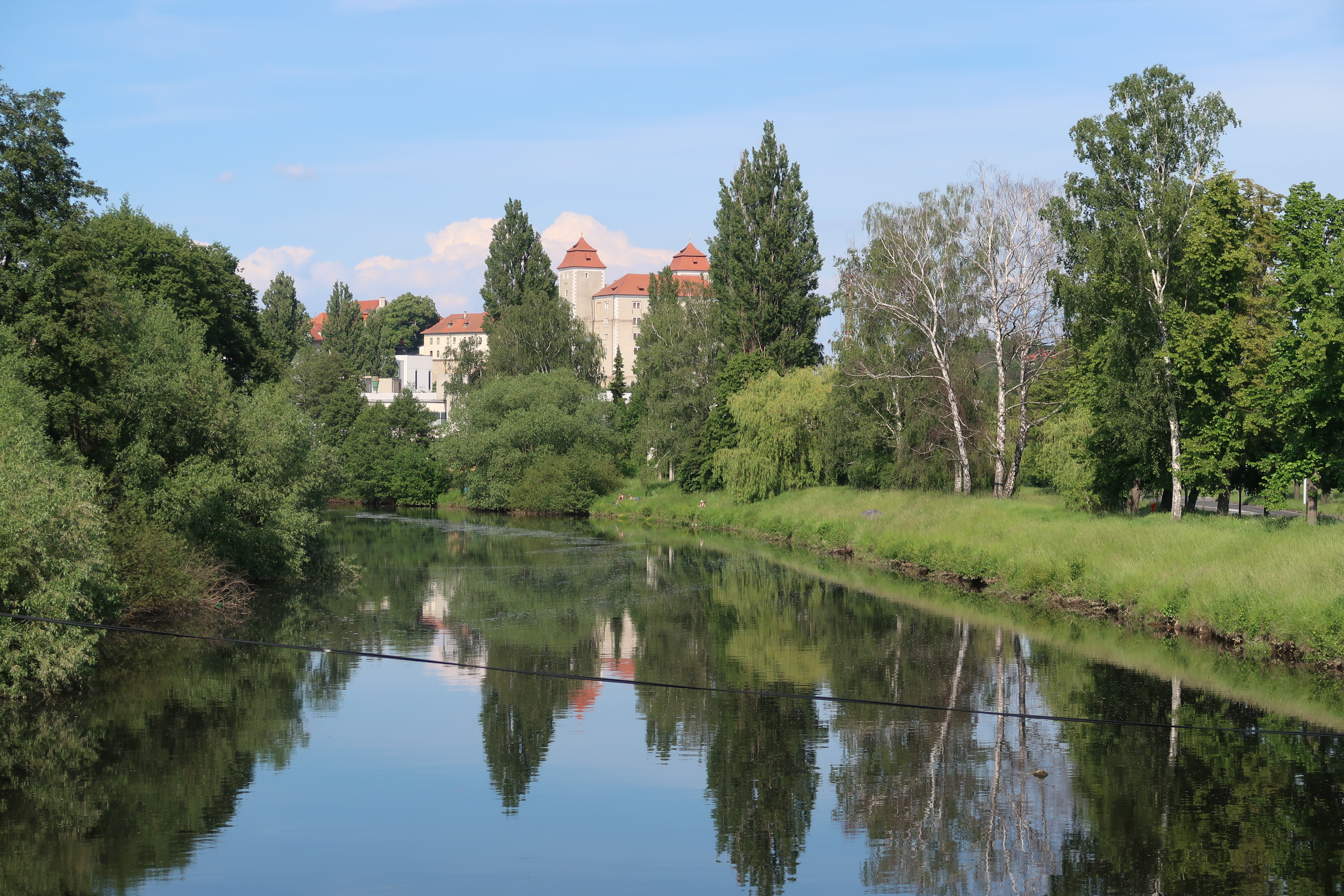
Řeka Jizera s hradem
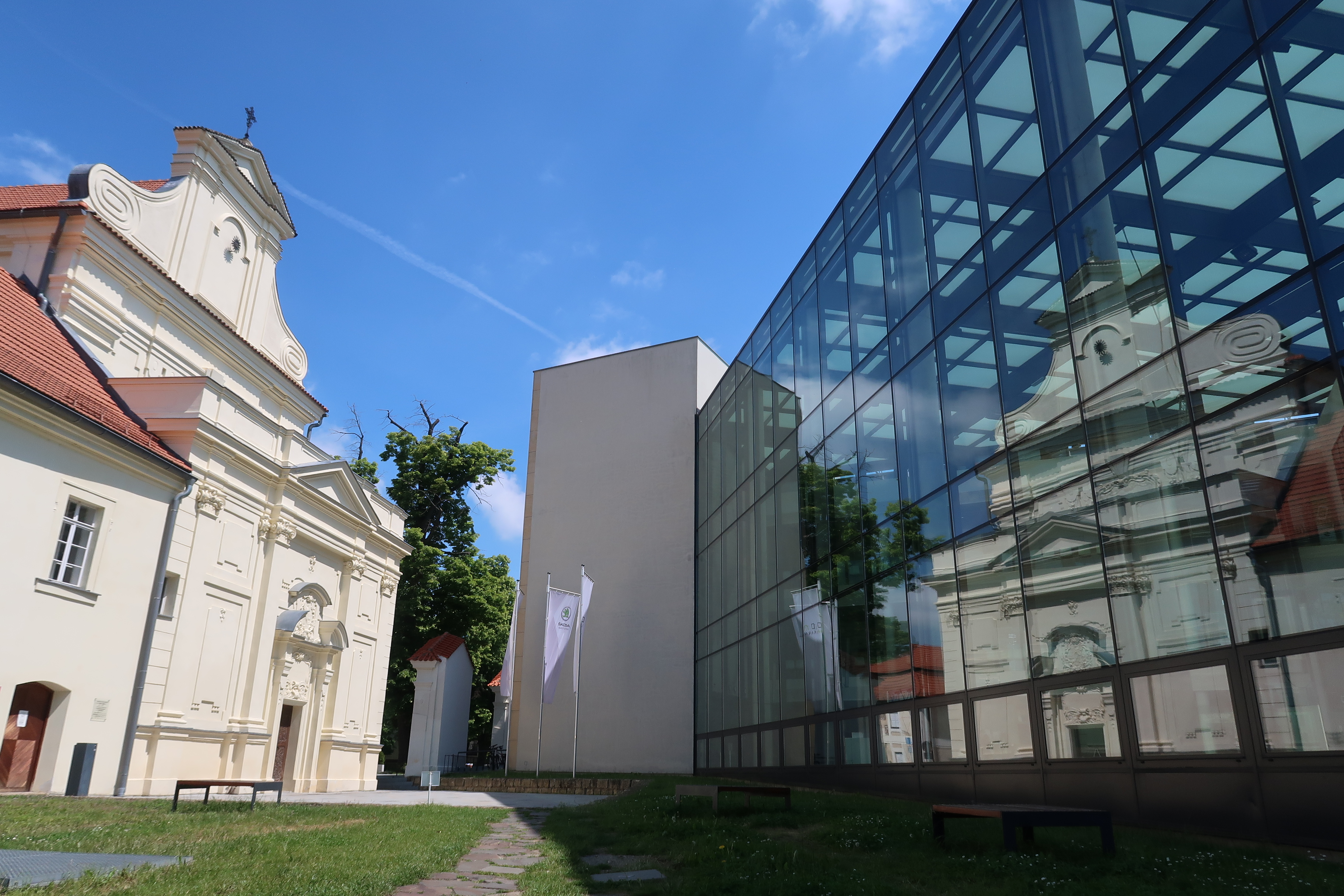
Kostel sv. Bonaventury a vzdělávací centrum Na Karmeli
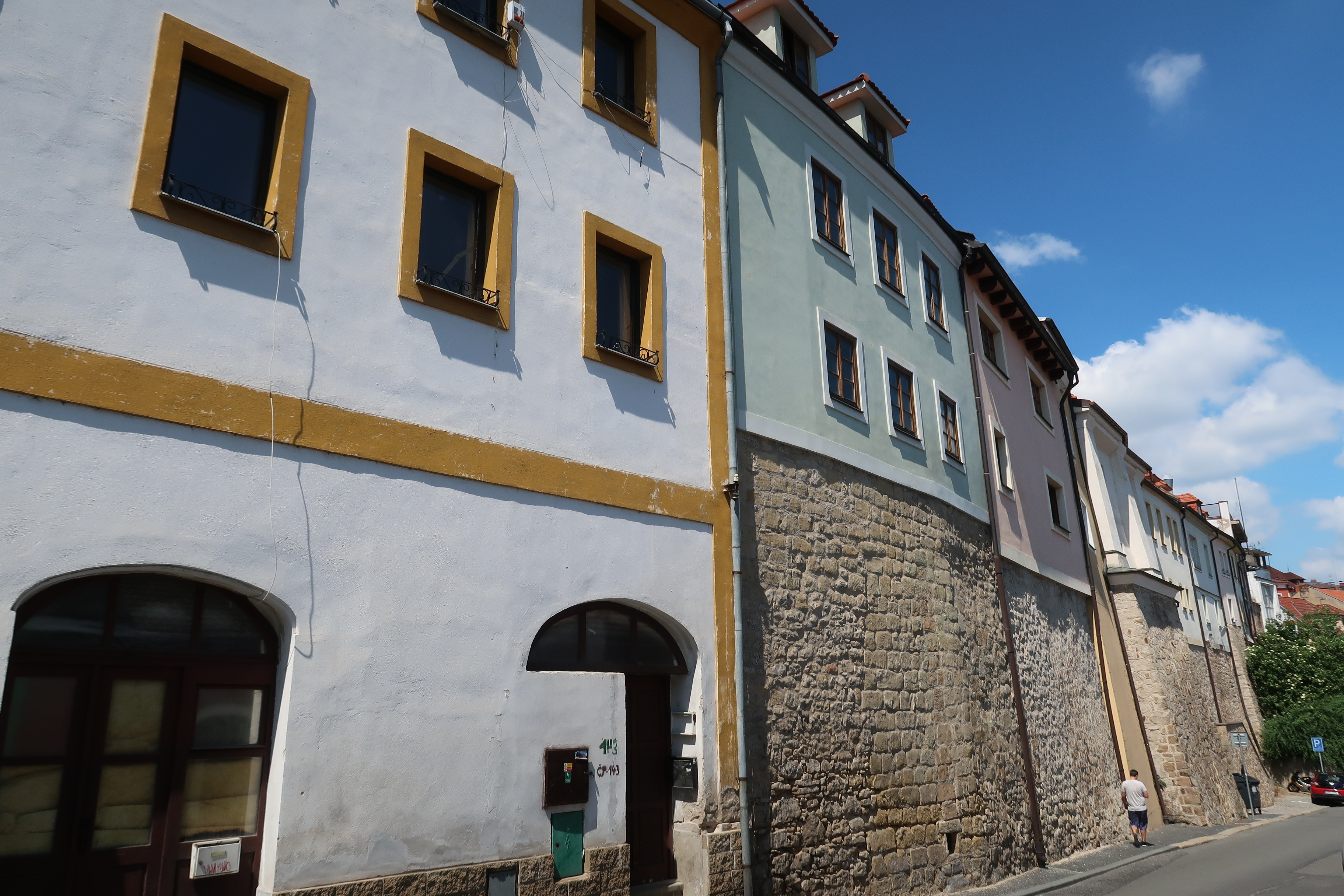
Ulice Pražská brána
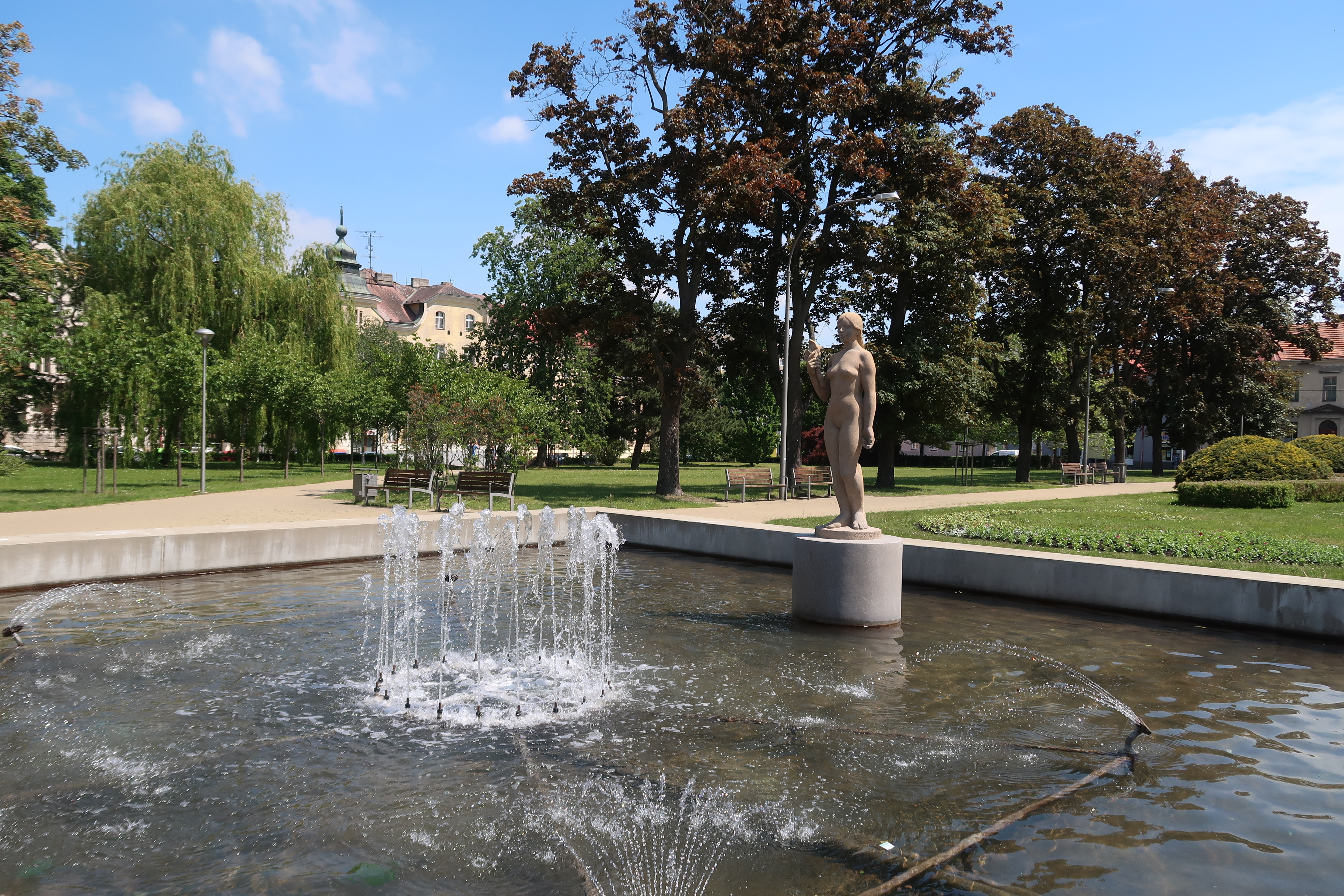
Park Výstaviště
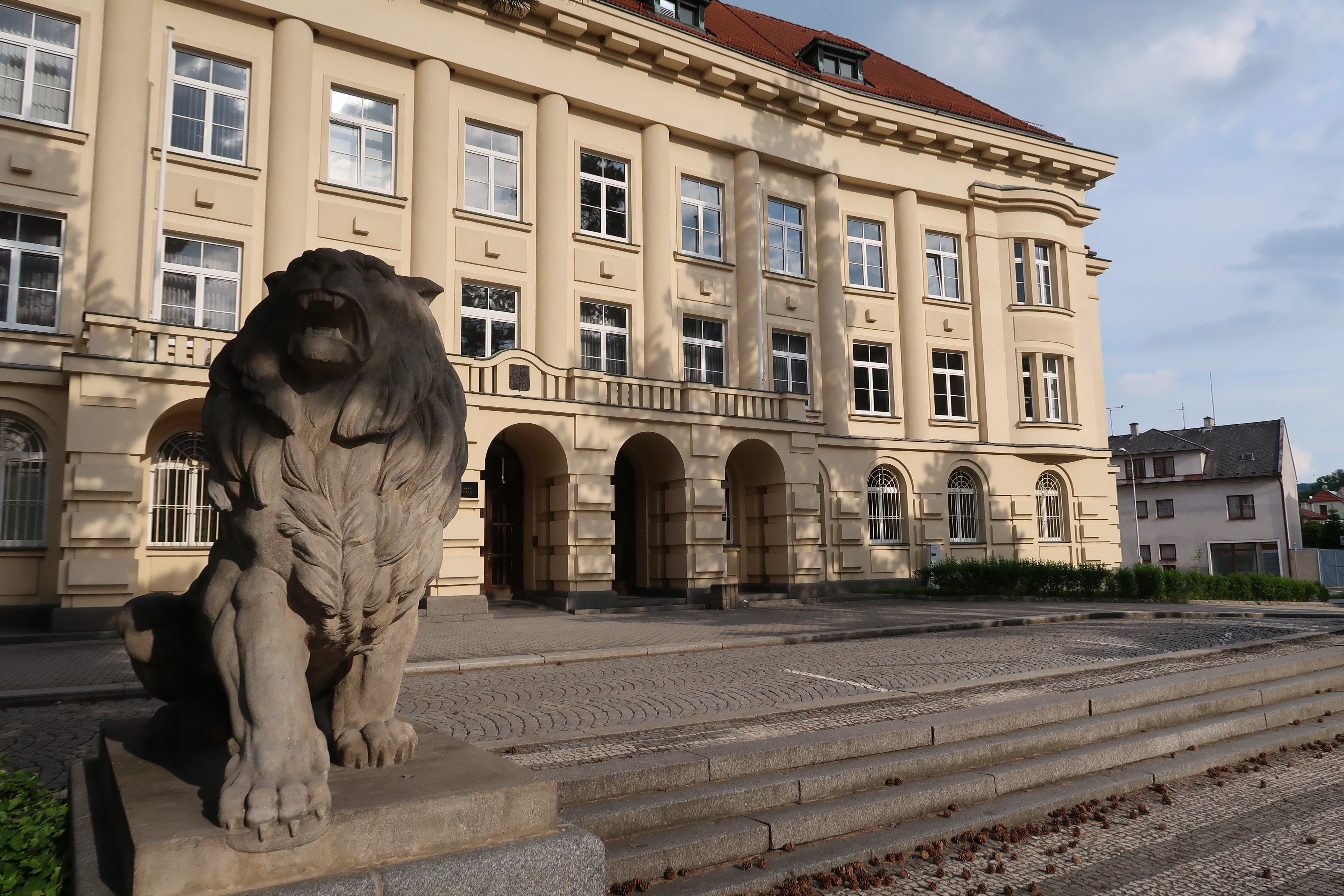
Okresní soud na náměstí Republiky
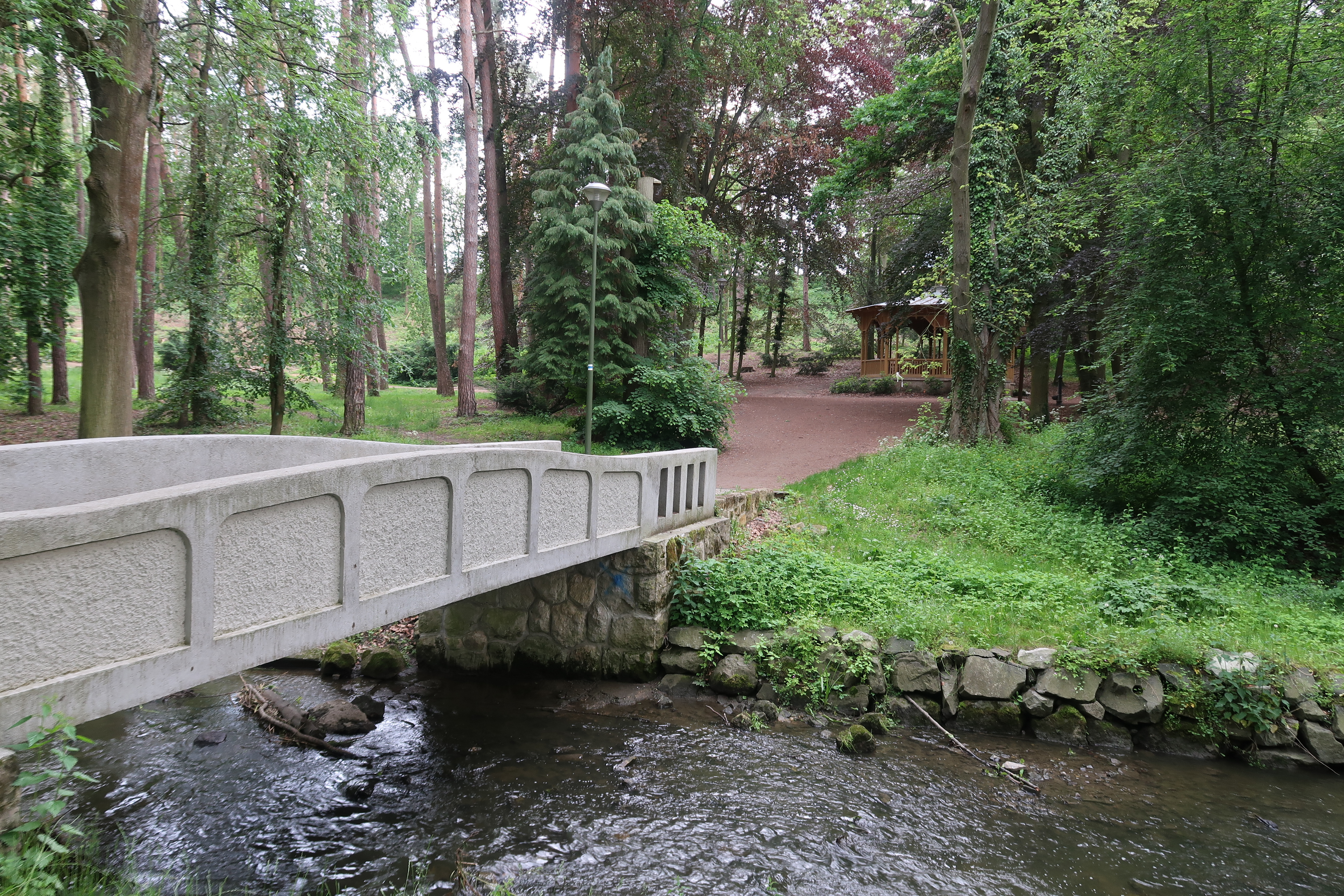
Park Štěpánka s hudebním pavilónem
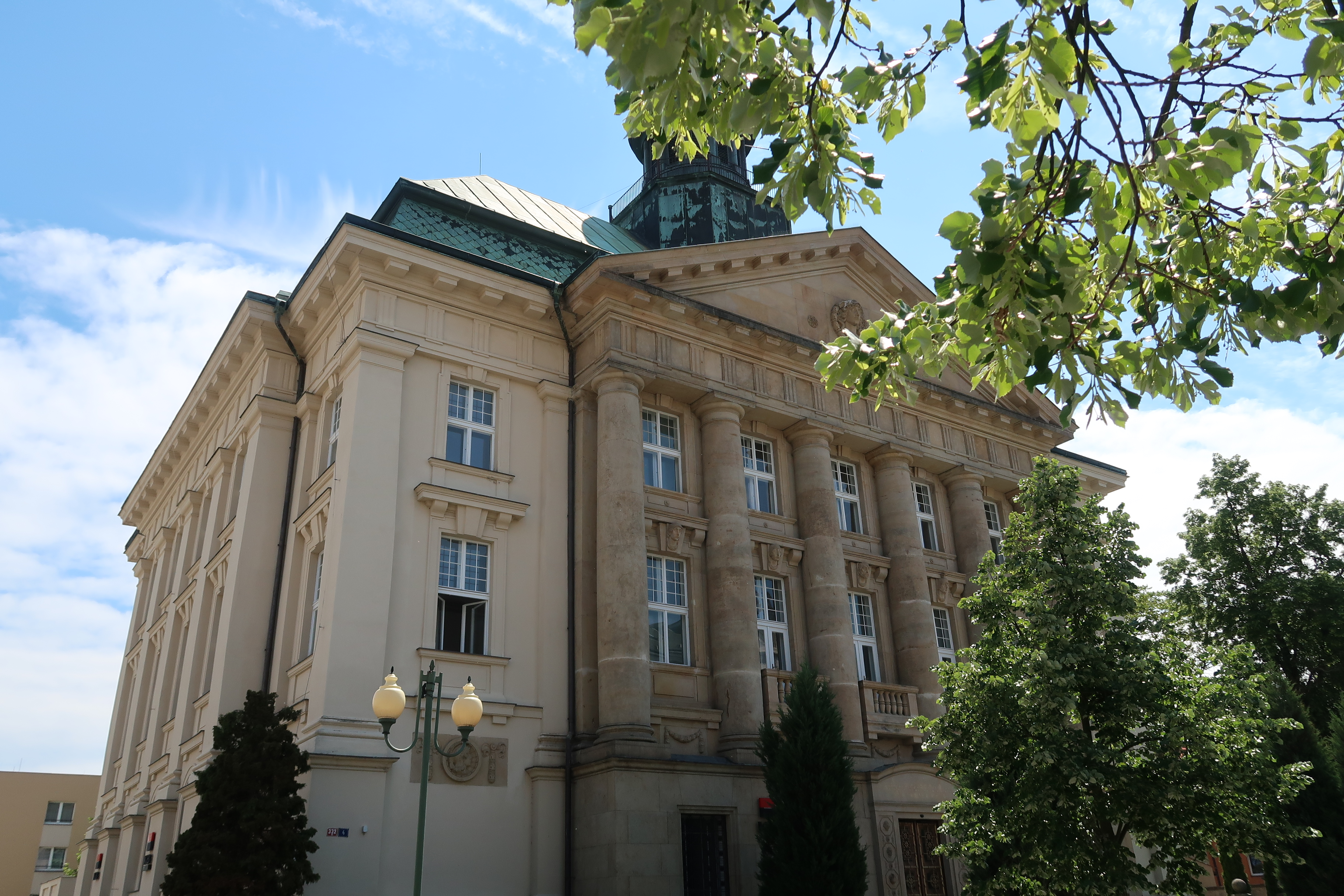
Komerční banka v Palackého ulici
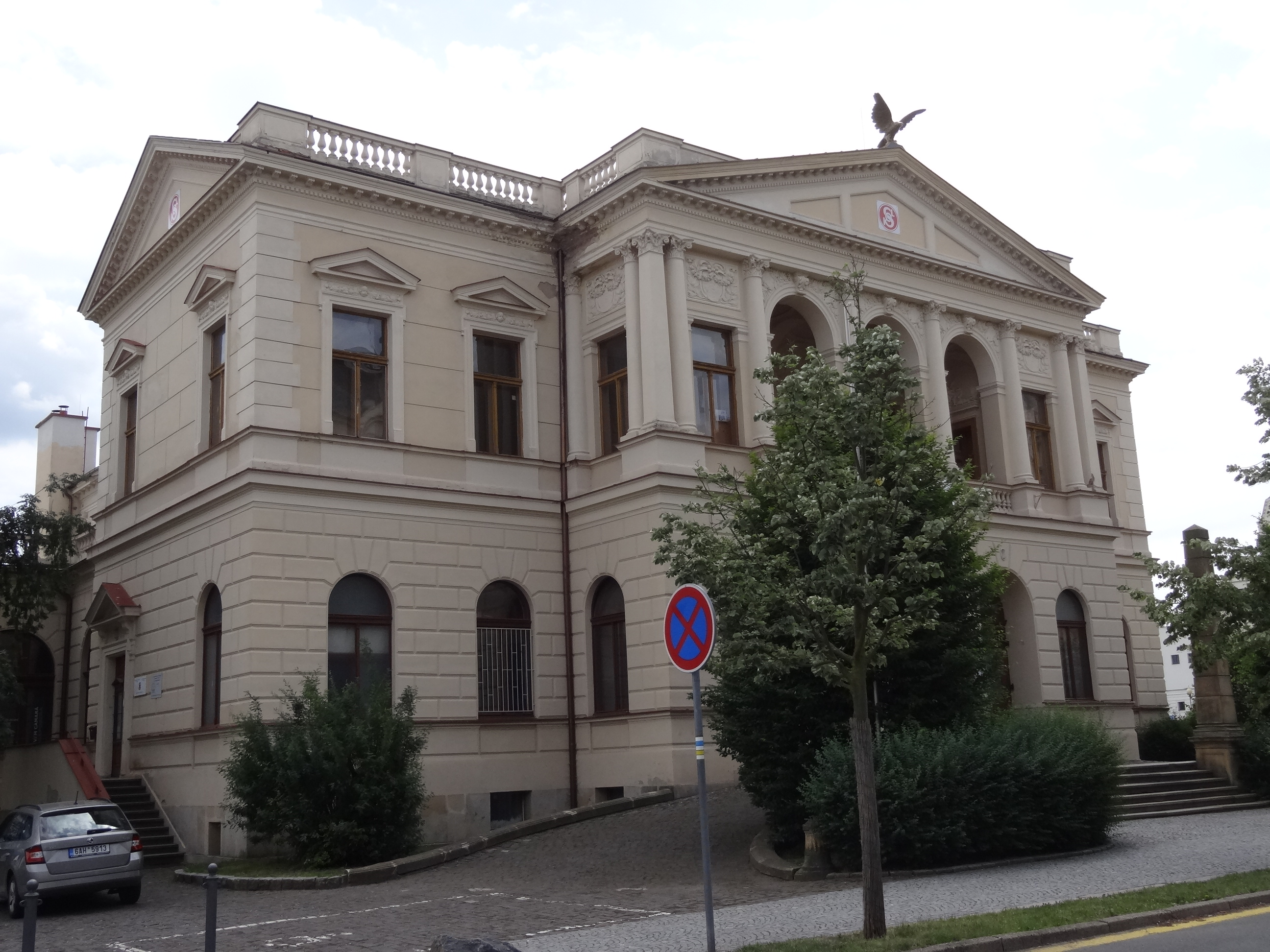
Sokolovna
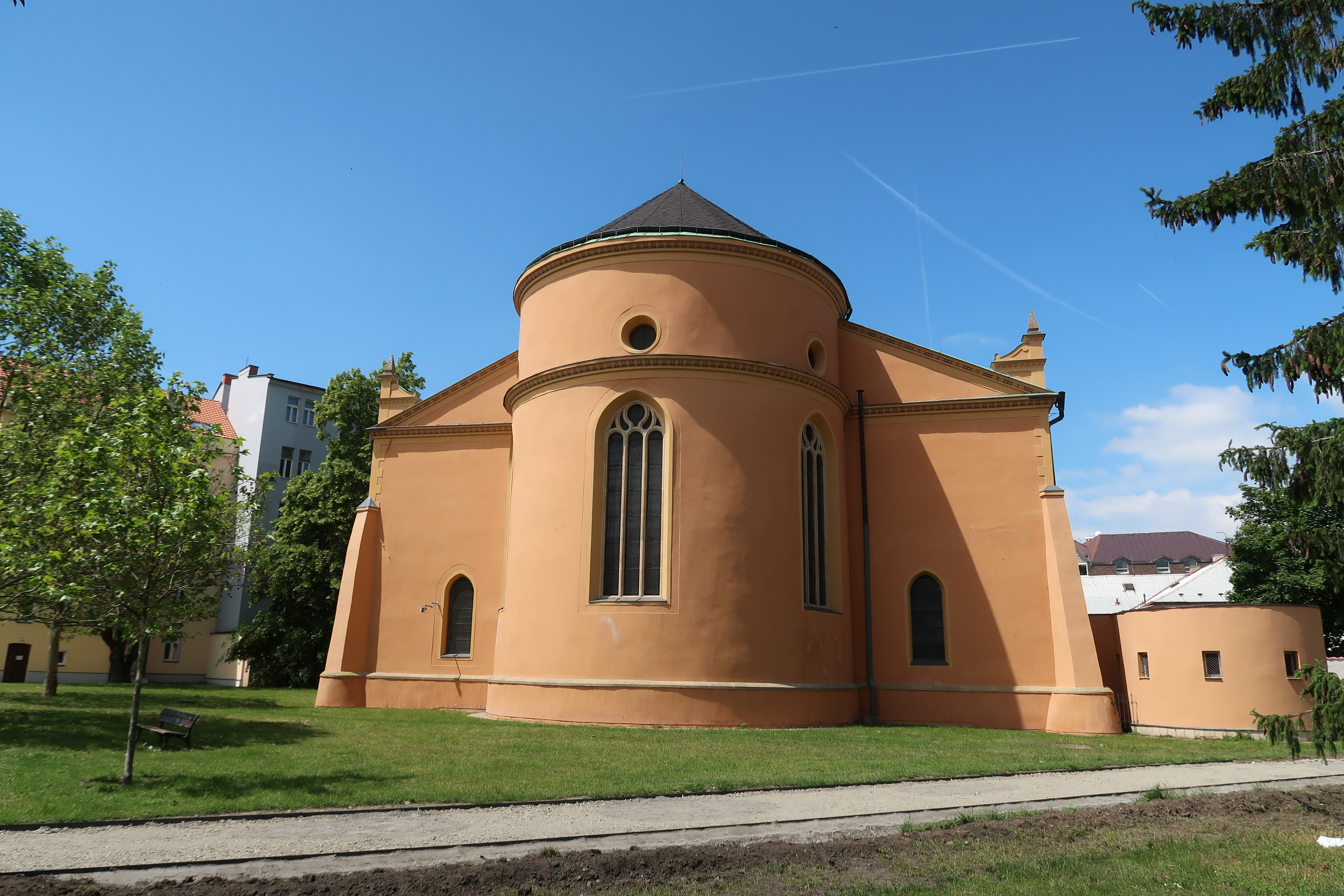
Českobratrský sbor ze 16. století